# Jimmy Carter
James Earl Carter Jr. (Plains, Georgia, 1 de octubre de 1924-Plains, Georgia, 29 de diciembre de 2024) fue un político y humanista estadounidense, miembro del Partido Demócrata y trigésimo noveno presidente de los Estados Unidos (1977-1981); antes había ejercido como gobernador del estado de Georgia (1971-1975) y senador en la Asamblea General de Georgia (1962-1966). Fue galardonado con el Premio Nobel de la Paz en el 2002, por sus esfuerzos «para encontrar soluciones pacíficas a los conflictos internacionales, impulsar la democracia y los derechos humanos y fomentar el desarrollo económico y social».
Su mandato como presidente de Estados Unidos estuvo marcado por importantes éxitos en política exterior, como los tratados sobre el canal de Panamá, los acuerdos de paz de Camp David (tratado de paz entre Egipto e Israel), el tratado SALT II con la Unión Soviética y el establecimiento de relaciones diplomáticas con la República Popular China y vivió sus momentos más tensos con la crisis de los rehenes en Irán. En política interior, su gobierno creó los departamentos de Energía y Educación y reforzó la legislación de protección medioambiental.
Desde que abandonó la Casa Blanca se dedicó a la mediación en conflictos internacionales y al apoyo de causas humanitarias. En 1982, fundó junto con su esposa, Rosalynn, el Centro Carter, una organización no gubernamental que lucha por el avance de los derechos humanos, la mediación en conflictos internacionales y que ha estado presente como observador en distintos procesos electorales.

## Biografía

### Primeros años

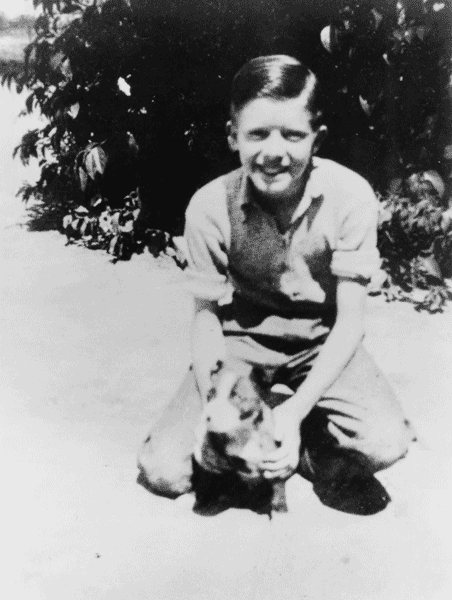
Carter con su perro, Bozo, en 1937.

James Earl Carter Jr. nació el 1 de octubre de 1924 en Plains, un pequeño pueblo agrícola, cercano a Americus, en el estado de Georgia.Carter se convirtió así en el primer presidente estadounidense nacido en un hospital. Los antepasados de Carter procedían del sur de Inglaterra (algunos miembros de su familia paterna llegaron a las Colonias americanas en 1635), y han vivido en el Estado de Georgia durante varias generaciones. Carter documentó antepasados suyos que lucharon en la revolución estadounidense y su abuelo, L. B. Walker Carter (1832-1874), combatió en el ejército de los Estados Confederados durante la guerra de Secesión.
Su padre era James Earl Carter, un acomodado empresario agrícola que cultivaba algodón y cacahuetes y que ejercía el papel tradicional de terrateniente del sur de Estados Unidos. Carter lo describe como un brillante granjero y un estricto segregacionista que trataba a los trabajadores negros con respeto y justicia. Su madre, Bessie Lillian Gordy, era una enfermera diplomada en la Wise Clinic en Plains que transmitió a su hijo su afición por la lectura. Jimmy era el mayor de los 4 hijos de la pareja. En su infancia, durante la Gran Depresión, la familia se trasladó a vivir a una granja que su padre había comprado, situada en Archery cerca de Plains. Según narra Carter en su libro de memorias An Hour Before Daylight: Memoirs of a Rural Boyhood, en la granja, a pesar de ser una de las familias más prósperas de la comunidad, carecían de electricidad y agua corriente. La mayoría de sus vecinos eran afroamericanos, aparceros o peones de la explotación de su padre, Carter estaba en contacto permanente con ellos, comía en sus hogares y, cuando sus padres se encontraban fuera, pasaba la noche en casa de Rachel y Jack Clark, empleados de la granja familiar. Este contacto interracial solo era posible en la granja puesto que el rígido código legal de segregación racial existente establecía la separación en la escuela, la iglesia y otros lugares públicos. En cierta ocasión, Carter fue al cine a la ciudad de Americus, con su mejor amigo A.D. Davis, para ello tuvieron que viajar en vagones separados en el tren, en compartimentos para "blancos" y para "personas de color". Al llegar a la ciudad tuvieron que caminar hasta el teatro juntos, pero de forma separada, también tuvieron que separarse para ver la película y de nuevo para volver hasta su casa. Carter afirma que "No recuerdo siquiera cuestionar la separación racial obligatoria, que aceptábamos como la respiración o como despertar en Archery cada mañana".
Durante la infancia de Carter, su familia se mudó varias veces, estableciéndose en un camino de tierra en la cercana Archery, poblada casi en su totalidad por familias afroamericanas empobrecidas. Su familia tuvo con el tiempo tres hijos más, Gloria, Ruth y Billy. Carter se llevaba bien con sus padres, a pesar de que su madre solía ausentarse durante su infancia porque trabajaba muchas horas, y aunque su padre era un firme partidario de la segregación racial, permitía que Jimmy se hiciera amigo de los hijos de los granjeros negros. Carter era un adolescente emprendedor al que le dieron su propio acre de la granja de Earl, donde cultivaba, envasaba y vendía cacahuetes. Carter también alquilaba una sección de viviendas para inquilinos que había comprado.

### Educación
Desde una edad temprana, Carter demostró ser un alumno aplicado al que le gustaba mucho la lectura. Estudió secundaria en la Plains High School. Al terminar el instituto, en 1941, tenía la intención de ingresar en la Academia Naval de Estados Unidos, pero para acceder a esta institución era necesario el respaldo de un senador o congresista de Estados Unidos, que su padre no consiguió hasta el verano de 1942. Mientras tanto, se matriculó en la Universidad Georgia Southwestern College en Americus y en el Instituto de Tecnología de Atlanta, Georgia, para mejorar su preparación en Ciencias, donde el icono de los derechos civiles, Blake Van Leer, era presidente.

### Carrera naval
En verano de 1943 ingresó en la Academia Naval de los Estados Unidos en Annapolis, donde se graduó como alférez en 1946, en el puesto 59 de los 820 alumnos de su promoción, obteniendo igualmente una licenciatura en Ciencias. En febrero de ese mismo año contrajo matrimonio con Rosalynn Smith, una de las mejores amigas de su hermana. Posteriormente, cursó física nuclear y tecnología de reactores en el Union College, aunque no llegó a completar esos estudios.
En 1948, accedió a la Escuela de Submarinos, posteriormente fue destinado al Pacífico y escogido por el almirante Hyman Rickover para participar en el entonces novedoso programa de submarinos nucleares. En 1953, a pesar de que su intención era proseguir su carrera en la Armada, el fallecimiento de su padre le llevó a dimitir de sus cargos militares para asumir la dirección del negocio familiar de cultivo de cacahuates, en su pueblo natal. También desde muy joven mostró un profundo sentimiento cristiano, que le llevó a impartir clases en la escuela dominical. Durante su carrera política manifestó que Jesucristo había marcado su vida; de hecho, durante su mandato presidencial oraba varias veces al día.[cita requerida]

### Granja
Tras la liquidación de deudas y el reparto de los bienes de su padre entre sus herederos, Jimmy heredó comparativamente poco. Durante un año, él, Rosalynn y sus tres hijos vivieron en viviendas sociales en Plains. Carter tenía conocimientos científicos y tecnológicos, y se propuso ampliar el negocio familiar de cultivo de cacahuetes. La transición de la Marina a la agricultura fue difícil, ya que la cosecha del primer año fue un fracaso debido a la sequía, y Carter tuvo que abrir varias líneas de crédito bancario para mantener la granja a flote. Mientras tanto, asistió a clases y estudió agricultura, y Rosalynn aprendió contabilidad para llevar los libros del negocio. Aunque el primer año apenas llegaron a un punto de equilibrio, los Carter hicieron crecer el negocio y llegaron a tener bastante éxito.

### Durante la presidencia

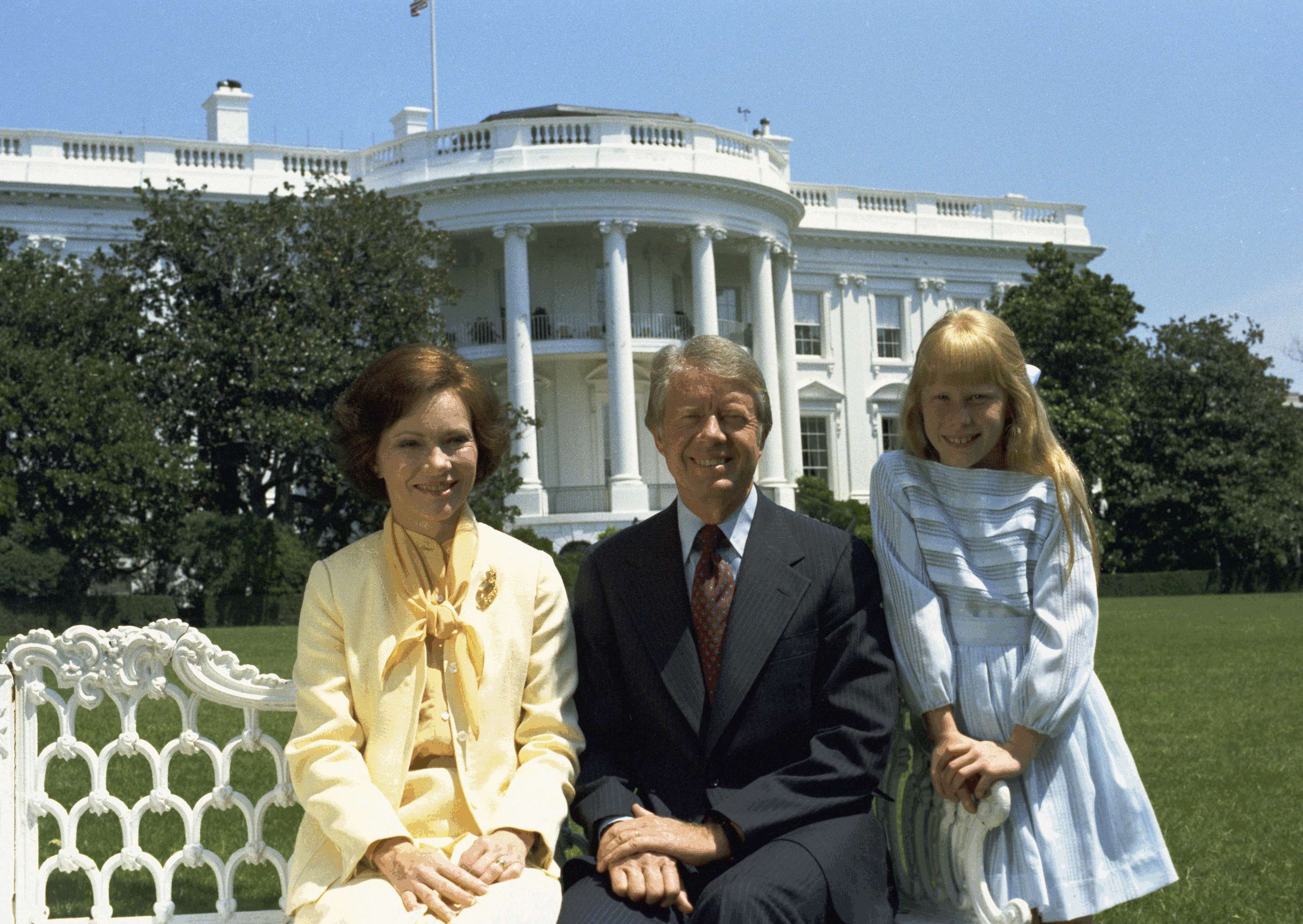
De izquierda a derecha: Rosalynn, Jimmy y Amy Carter en los jardines de la Casa Blanca.

Su hija más joven, Amy Carter, que tenía 9 años cuando empezó la presidencia de su padre, fue objeto de constante atención de los medios de comunicación, ya que desde la presidencia de John F. Kennedy, a principios de los sesenta, no habían vivido niños en la Casa Blanca.

### Después de la presidencia
En 2000, anunció que había dejado la Convención Bautista del Sur por sus rígidas doctrinas que ya no tenían creencias verdaderas, mientras seguía siendo miembro de la Asociación Cooperativa Bautista.
Carter y su esposa, Rosalynn Carter, son también muy conocidos por su trabajo como voluntarios con la organización Habitat for Humanity, una institución filantrópica con sede en Georgia que ayuda a trabajadoras de bajos ingresos a construir y comprar sus propias casas. Fue profesor de escuela dominical y diácono en la Iglesia Maranatha Bautista en su ciudad natal de Plains (Georgia).
Carter tiene aficiones que incluyen la pintura, la pesca con mosca, trabajar la madera, el ciclismo, el tenis y el esquí.
Los Carter tuvieron tres hijos, una hija, ocho nietos, tres nietas, y catorce bisnietos. Su hijo mayor, Jack, fue en 2006, candidato demócrata al Senado de los Estados Unidos en Nevada, perdiendo ante John Ensign. El hijo de Jack, Jason, fue elegido presidente del Senado estatal de Georgia en 2010.
El 19 de noviembre de 2023, su esposa Rosalynn Carter murió a los 96 años a causa de demencia,[cita requerida] mientras él continuaba en cuidados paliativos.

### Problemas de salud
El 12 de agosto de 2015, se dio a conocer que había sido diagnosticado de cáncer metastático tras haber sido sometido a una cirugía para extirpar un tumor en su hígado. Fue tratado con radioterapia y pembrolizumab, un anticuerpo monoclonal que refuerza el sistema inmunitario contra los tumores. Carter tiene antecedentes familiares extensos de cáncer, incluidos sus padres y sus hermanos. Algunos meses después, las pruebas a las que se sometió concluyeron que Carter estaba libre de esta enfermedad.
El 13 de mayo de 2019, Carter se rompió la cadera tras sufrir una caída en su casa de Plains y se sometió a una cirugía el mismo día en el Centro Médico Phoebe Sumter en Americus, Georgia. El 6 de octubre, una herida en la frente sobre la ceja izquierda recibida durante otra caída en su casa requirió 14 puntos de sutura. Posteriormente una aparición pública reveló que el expresidente tenía una equimosis alrededor del ojo a causa de la herida. El 21 de octubre, Carter ingresó en el Centro Médico Phoebe Sumter luego de sufrir una fractura pélvica al volver a caerse en su casa por tercera vez en el mismo año.Sin embargo, pudo reanudar la enseñanza de la escuela dominical en la Iglesia Bautista Maranatha el 3 de noviembre.
El 11 de noviembre, Carter ingresó al Hospital de la Universidad de Emory en Atlanta para aliviar la presión en su cerebro causada por el sangrado relacionado con sus caídas.La cirugía fue exitosa y fue dado de alta el 27 de noviembre.El 2 de diciembre, Carter fue hospitalizado nuevamente por una infección del tracto urinario, pero fue dado de alta el 4 de diciembre.
El 18 de febrero de 2023, tras varios años después de que su enfermedad estuviera controlada, nuevamente recayó. Comenzó a recibir tratamientos paliativos para su enfermedad en su hogar por un cuadro creciente de metástasis. Temiendo un inminente fallecimiento, la familia dio a conocer un comunicado para sus allegados, amigos y público en general:

"Después de una serie de breves estadías en el hospital, el expresidente de los EE. UU. Jimmy Carter decidió hoy pasar el tiempo que le quedaba en casa con su familia y recibir cuidados paliativos en lugar de una intervención médica adicional. Cuenta con todo el apoyo de su familia y su equipo médico. La familia Carter pide privacidad durante este tiempo y agradece la preocupación mostrada por sus muchos admiradores."

### Longevidad
Carter fue el expresidente más longevo. En septiembre de 2012, superó a Herbert Hoover como el presidente retirado con mayor edad. Carter se convirtió en el presidente más longevo en asistir a una investidura presidencial estadounidense en 2017, a la edad de 92 años, y el primero en vivir hasta el 40° aniversario de su propia investidura. Dos años después, el 22 de marzo de 2019, se convirtió en el expresidente estadounidense con mayor edad, cuando superó a George H. W. Bush, quien murió a la edad de 94 años y 171 días, en noviembre de 2018.
El 1 de octubre de 2019, Carter se convirtió en el primer expresidente de los Estados Unidos en vivir hasta los 95 años. En 2019, en una entrevista para la revista People, el expresidente señaló lo difícil que fue alcanzar los 90 años, ya que él nunca lo había esperado, y que su secreto de una larga vida era el tener un buen matrimonio.Carter hizo arreglos para ser enterrado en su casa de Plains, en Georgia, y en 2006, se planeó que su funeral fuera en Washington D. C.
El 1 de octubre de 2024, Carter se convirtió en el primer expresidente de los Estados Unidos en alcanzar los cien años de edad. 
En febrero de 2024, cumplió un año en cuidados paliativos.

## Inicios en política

### Miembro del Senado de Georgia (1963-1967)
Cuando la tensión racial se avivó en las Llanuras por la sentencia de la Corte Suprema de los Estados Unidos en 1954 en el caso Brown contra el Consejo de Educación, Carter era partidario de la tolerancia racial y la integración, pero a menudo se guardaba esos sentimientos para no crearse enemigos. En 1961, Carter empezó a hablar con más énfasis de la integración como miembro de la Iglesia Bautista y presidente del consejo escolar del condado de Sumter.
Jimmy Carter comenzó su carrera política participando en las juntas locales que administraban algunas escuelas, hospitales y bibliotecas de su comarca. En 1961, fue elegido miembro del Senado del Estado de Georgia, cargo en el que permaneció durante dos legislaturas.
Su elección de 1961, la narró en su libro Turning Point: A Candidate, a State, and a Nation Come of Age; la elección estuvo envuelta en un ambiente de corrupción dirigido por Joe Hurst, sheriff del Condado de Quitman. Durante las votaciones se produjeron graves irregularidades, como el voto de personas fallecidas y recuentos llenos de listas de personas que supuestamente habían acudido a votar en orden alfabético. En este entorno fraudulento, significó un desafío ganar su elección. Esta convocatoria electoral supuso también el final del régimen de voto imperante en el Estado de Georgia, al declarar la Corte Suprema de los Estados Unidos inconstitucional (sentencia Gray v. Sanders), en 1963, el sistema de votos por condados en lugar de por personas.
En 1965, fue reelegido para ejercer un segundo mandato de dos años. En 1966, Carter rechazó ser candidato a una tercera reelección, para iniciar su candidatura para gobernador del Estado. Su puesto en el senado estatal fue ocupado por su primo hermano, Hugh Carter, elegido por el Partido Demócrata.

### Campañas para gobernador
En 1966, cuando terminaba su legislatura en el Senado de Georgia, se planteó presentarse como candidato a la Cámara de Representantes de los Estados Unidos, pero cuando su rival republicano, Howard Callaway, retiró su candidatura a esta cámara para postularse como candidato para gobernador del estado de Georgia, Carter que no quería ver a un gobernador republicano en su Estado, también se retiró de la carrera para el Congreso y se incorporó a la carrera para gobernador. En las primarias demócratas, Carter fue el tercer candidato más votado por detrás de Ellis Arnall y Lester Maddox. La participación de Carter fue importante y trascendente ya que forzó una segunda vuelta electoral en la que venció Maddox, partidario de la segregación racial y que había sido el segundo más votado en la primera vuelta. Durante este proceso, Carter se presentó como una alternativa moderada, tanto frente a Arnall, más liberal, como frente al más conservador Maddox. Aunque Carter fue derrotado, la fortaleza de su posición se contempló como un éxito para un senador del Estado poco conocido.
En las elecciones participaron tres candidatos: Maddox por el Partido Demócrata, Callaway por los republicanos y Arnal que concurrió como independiente. El más votado fue Callaway, pero Maddox fue nombrado gobernador del Estado por la Asamblea General de Georgia.
Durante los siguientes cuatro años, Carter volvió a su explotación agrícola y se dedicó a planificar y preparar cuidadosamente la siguiente campaña para gobernador de 1970. Durante esos años, participó en más de 1800 actos políticos por todo el estado de Georgia.
En las elecciones de 1970, realizó una ardua campaña populista para la primarias del partido demócrata en contra del exgobernador Carl Sanders, etiquetando a su oponente como "Cufflinks Carl". Carter nunca fue un segregacionista y se negó a unirse al segregacionista Consejo de Ciudadanos Blancos, lo que provocó el boicot a su empresa de cacahuetes. Su familia fue también una de las dos únicas que votaron a favor de admitir a los negros a la Plains Baptist Church.
Sin embargo según el historiador E. Stanly Godbold, durante esta campaña, pronunció las palabras que los segregacionistas querían escuchar, se opuso a los transporte de escolares destinados a favorecer la integración, se declaró a favor de las escuelas privadas y manifestó su disposición a invitar al gobernador de Alabama, George Wallace, conocido por su postura contraria a la integración racial, para que pronunciara un discurso en su campaña. En el mismo sentido sus ayudantes de campaña hicieron pública una fotografía de su oponente junto a dos jugadores de baloncesto negros. Después de su estrecha victoria sobre Sanders en las primarias, Carter fue elegido gobernador al derrotar al candidato republicano, Hal Suit.
Tras su elección como gobernador, Carter pronunció un discurso inaugural que desagradó profundamente a los segregacionistas: «Les digo con toda franqueza, que el tiempo de la discriminación racial ha terminado. Ninguna persona, sea pobre, campesina, débil o negra debería tener que soportar la carga adicional de ser privado de la oportunidad de una educación, un puesto de trabajo o la justicia.»
Leroy Johnson, uno de los primeros senadores negros del Estado de Georgia, reflexionaba sobre este discurso, afirmando: "Nos quedamos muy contentos. Muchos de los segregacionistas blancos estaban disgustados y estoy convencido de que aquellas personas que lo apoyaron, no lo habrían hecho si hubieran sabido que iba a realizar esas declaraciones."

## Gobernador de Georgia

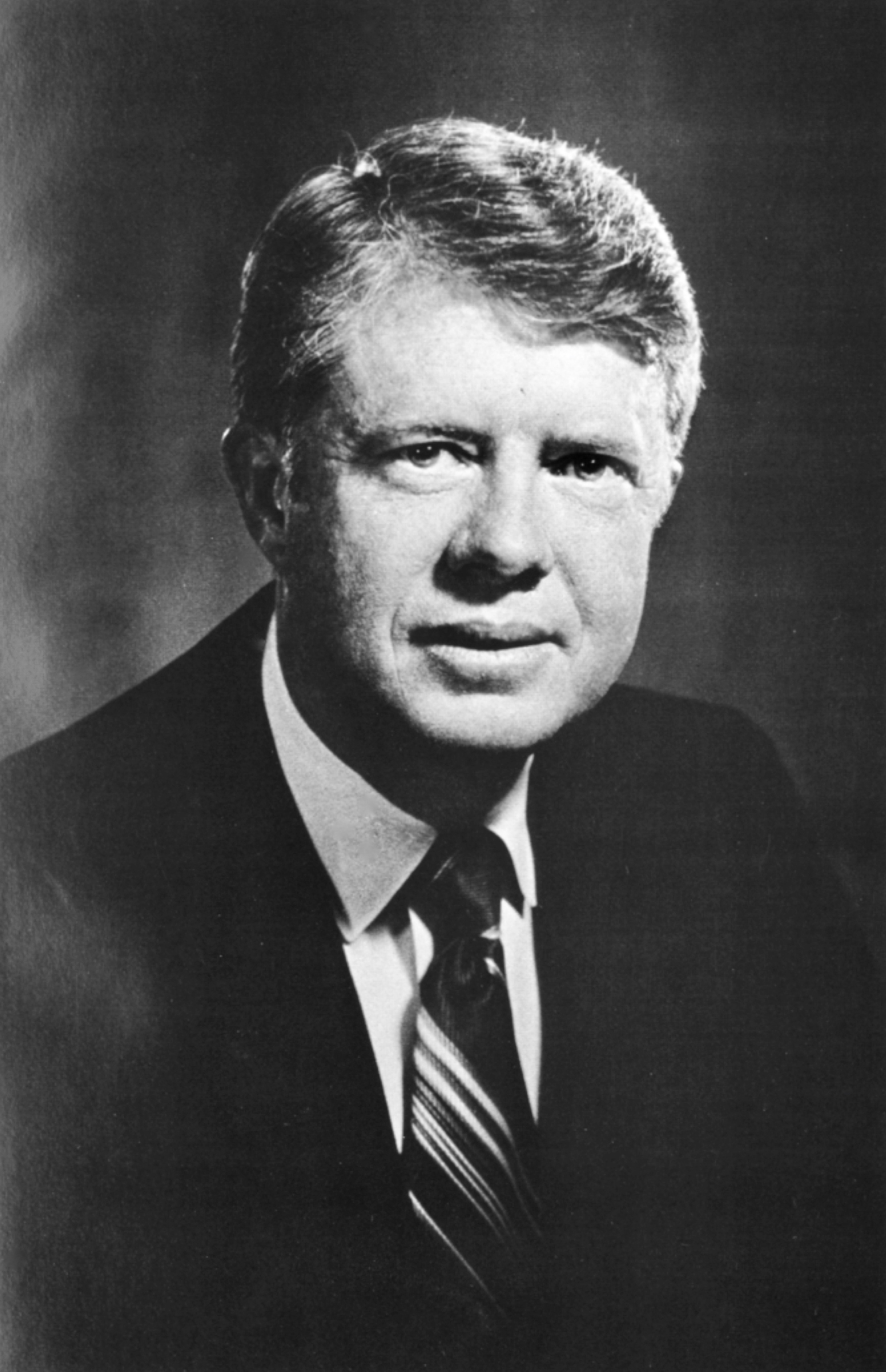
Retrato oficial como gobernador de Georgia, tomado en 1971.

Carter juró como 76.º gobernador de Georgia, el 12 de enero de 1971 y ocupó el cargo hasta el 14 de enero de 1975. Su vicegobernador fue su predecesor, Lester Maddox, con el que mantuvo constantes enfrentamientos públicos durante sus cuatro años de mandato.

### Política de derechos civiles
Como ya se ha manifestado, Carter declaró ya en su discurso inaugural, como gobernador, que la época de la segregación racial había terminado, y que la discriminación no tenía cabida en el futuro del Estado y así fue el primer cargo público estatal del denominado Sur Profundo en pronunciarse públicamente en este sentido. Durante su mandato, Carter nombró bastantes afroamericanos para cargos públicos y fue denominado a menudo como uno de los "gobernadores del Nuevo Sur". Mucho más moderado que sus predecesores, apoyó la lucha por la ampliación de los derechos de los afroamericanos y contra la segregación racial.

### Reformas del gobierno estatal
Carter mejoró la eficiencia del gobierno mediante la fusión de alrededor de 300 agencias estatales hasta dejarlas en 30. Uno de sus ayudantes recordaba así al gobernador Carter: "estaba allí con nosotros, trabajando igual de duro, profundizando en cada pequeño problema. Era su programa y trabajó en él tan duro como cualquiera y el producto final era claramente suyo".
También impulsó reformas durante su legislatura como, la prestación de ayuda estatal iguales a las escuelas de las zonas ricas y pobres de Georgia, la creación de centros comunitarios para niños con discapacidad mental y la ampliación de los programas educativos para presos. Carter se sintió especialmente orgulloso de un programa que presentó para el nombramiento de magistrados y funcionarios del gobierno estatal, basado en el mérito, en lugar de la influencia política.

### Aspiraciones a la vicepresidencia en 1972
En 1972, cuando, George McGovern, senador de los Estados Unidos por Dakota del Sur, se presentó a las primarias del partido demócrata para elegir el candidato a presidente de Estados Unidos, Carter convocó una conferencia de prensa en Atlanta para advertir que McGovern era inelegible, criticando que era demasiado liberal tanto en política exterior como en política nacional. Cuando la nominación de McGovern ya era inevitable, Carter presionó para intentar convertirse en su vicepresidente. Durante la Convención Nacional Demócrata de 1972, apoyó la candidatura del senador Henry M. Jackson, de Washington. Sin embargo, Carter recibió 30 votos, en la caótica votación para vicepresidente en la convención. McGovern ofreció el segundo lugar a Reubin Askew, uno de los "nuevos gobernadores del sur", que la rechazó.

### Pena de muerte y derechos humanos

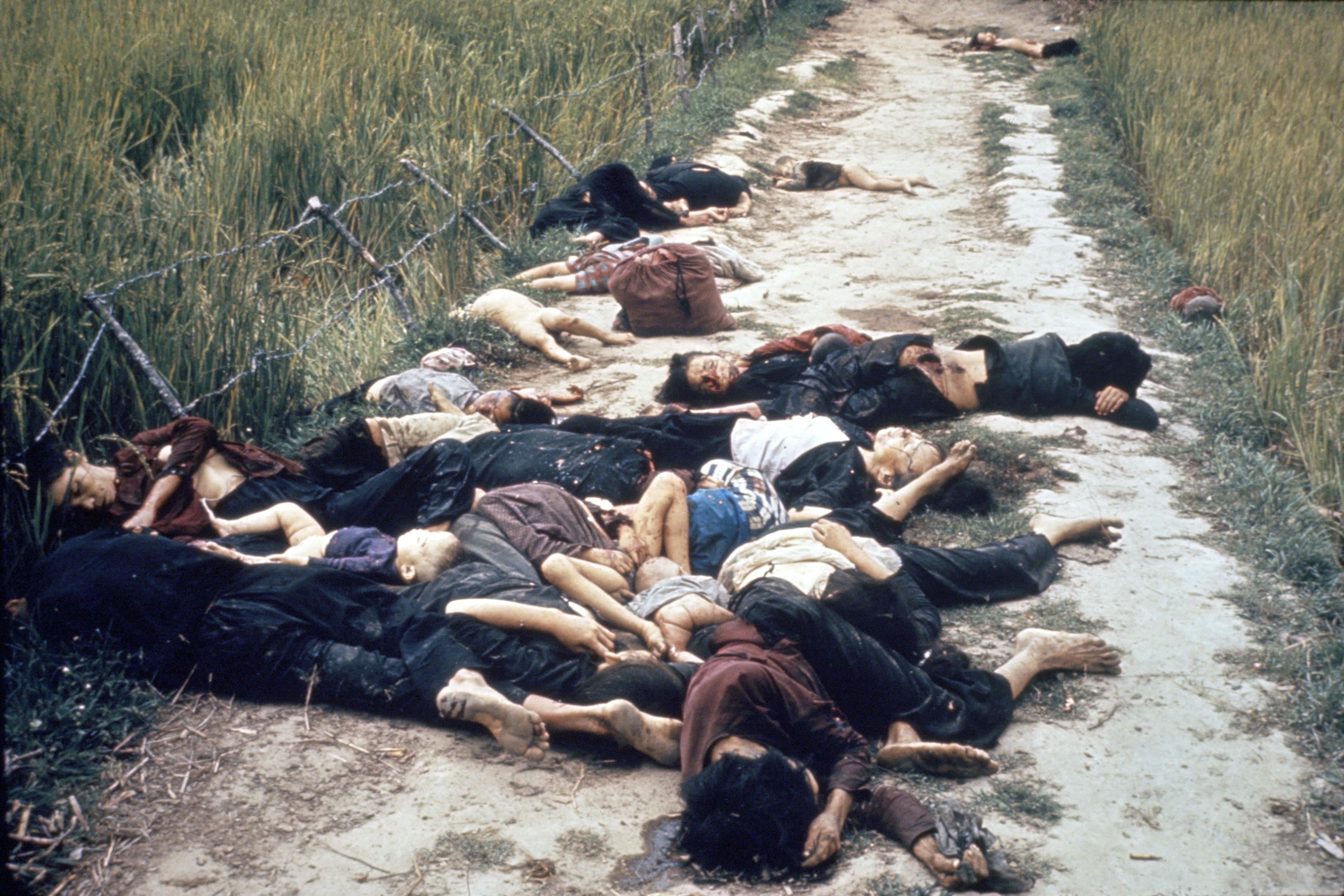
Víctimas, la mayoría mujeres y niños, de la masacre de Mỹ Lai en 1968. En 1971, Carter, se mostró contrario a la condena a cadena perpetua de William Calley el único condenado por esta matanza, e instituyó en Georgia el día del luchador americano en apoyo a William Calley.

Durante sus campañas presidenciales, manifestó siempre su posición contraria a la pena de muerte (en la misma postura se encontraban el candidato demócrata que le precedió, George McGovern, y los dos siguientes, Walter Mondale y Michael Dukakis). Fue conocido por su oposición frontal a esta pena en todas sus formas y en su discurso del Premio Nobel, instó a la "prohibición de la pena de muerte".
Después de que en 1972 la Corte Suprema de los Estados Unidos anulase la pena de muerte en el Estado de Georgia, Carter propuso sustituirla por la cadena perpetua en la legislación estatal (una opción que antes no existía).Cuando la asamblea de Georgia aprobó una nueva ley de pena de muerte, Carter, a pesar de expresar sus reservas sobre su constitucionalidad, firmó el 28 de marzo de 1973 la nueva normativaque autorizaba la pena de muerte en casos de asesinato, violación y otros delitos y ponía en práctica los procedimientos judiciales que se ajustaban a los requisitos constitucionales recientemente anunciados. En 1976, el Tribunal Supremo confirmó esta nueva legislación en el caso de asesinato Coker v. Georgia, en el que la Corte Suprema dictaminó que la pena de muerte era inconstitucional en su aplicación a los delitos de violación.
El 31 de marzo de 1971, el teniente del ejército estadounidense, William Calley, fue condenado a cadena perpetua por el asesinato de 22 civiles vietnamitas en la masacre de My Lai, en Vietnam. El presidente Nixon, tres días después de la sentencia, conmutó esta pena por un arresto domiciliario de carácter permanente. Jimmy Carter, disconforme con la condena a cadena perpetua, instituyó el Día del luchador estadounidense pidiendo a los georgianos que condujesen durante una semana sus automóviles con las luces encendidas en apoyo a Calley. El gobernador de Indiana pidió también que todas las banderas del estado ondeasen a media asta en honor a Calley y los gobernadores de Utah y Misisipi también mostraron su desacuerdo con el veredicto.

## Campaña presidencial de 1976

Mapa electoral de las elecciones de 1976.

Cuando Carter inició su candidatura a la presidencia de Estados Unidos en 1976, era considerado un político con poca experiencia y escaso reconocimiento a nivel nacional, solo era reconocido por el 2% de los votantes, y con pocas posibilidades contra políticos más conocidos a nivel nacional. Cuando comunicó a su familia su intención de postularse a la presidencia de Estados Unidos, su madre le preguntó: ¿Presidente de qué? Sin embargo, durante 1976, el escándalo Watergate seguía todavía fresco en la mente de los votantes y su posición como un político sin gran experiencia y ajeno a la politiquería de Washington D. C., se convirtió en un factor atractivo para los votantes, la pieza central de su plataforma de campaña fue la reorganización del gobierno.

### Nominación demócrata
Carter pronto se convirtió en el favorito al ganar el caucus de Iowa y las primarias de Nuevo Hampshire. Utilizó una estrategia de dos frentes: en el sur, en el que la mayoría había aceptado tácitamente a George Wallace de Alabama, Carter se presentó como un hijo predilecto de carácter moderado. Cuando Wallace demostró ser una fuerza agotada, Carter barrió en la región. En el Norte, donde Carter tenía pocas posibilidades de obtener grandes mayorías, hizo un llamamiento en gran medida a los votantes conservadores cristianos y a la población rural. Ganó en varios estados del Norte, construyendo el mayor bloque. La estrategia de Carter consistía en alcanzar una región antes que los otros candidatos pudiesen extender su influencia allí, viajó más de 50.000 kilómetros, visitó 37 estados y pronunció más de 200 discursos antes de que otros candidatos hubieran anunciado que estaban en la carrera por la presidencia.Rechazó, desde un principio, presentarse como un candidato de carácter regional, demostrando ser el único demócrata con una verdadera estrategia nacional y así finalmente logró la candidatura de su partido.
Su avance fue lento, según una encuesta de Gallup, todavía el 26 de enero de 1976, Carter era la primera opción de solo un cuatro por ciento de los votantes demócratas. Sin embargo, a mediados de marzo, según Shoup, Carter no solo iba muy por delante de los otros contendientes demócratas, sino que también marchaba por delante del presidente Ford por un pequeño porcentaje.
Eligió al senador Walter Mondale como candidato a la vicepresidencia. Atacó la falta de transparencia de la política de Washington en sus discursos, y ofreció un bálsamo de carácter religioso para sanar las heridas de la nación.

### Elección presidencial

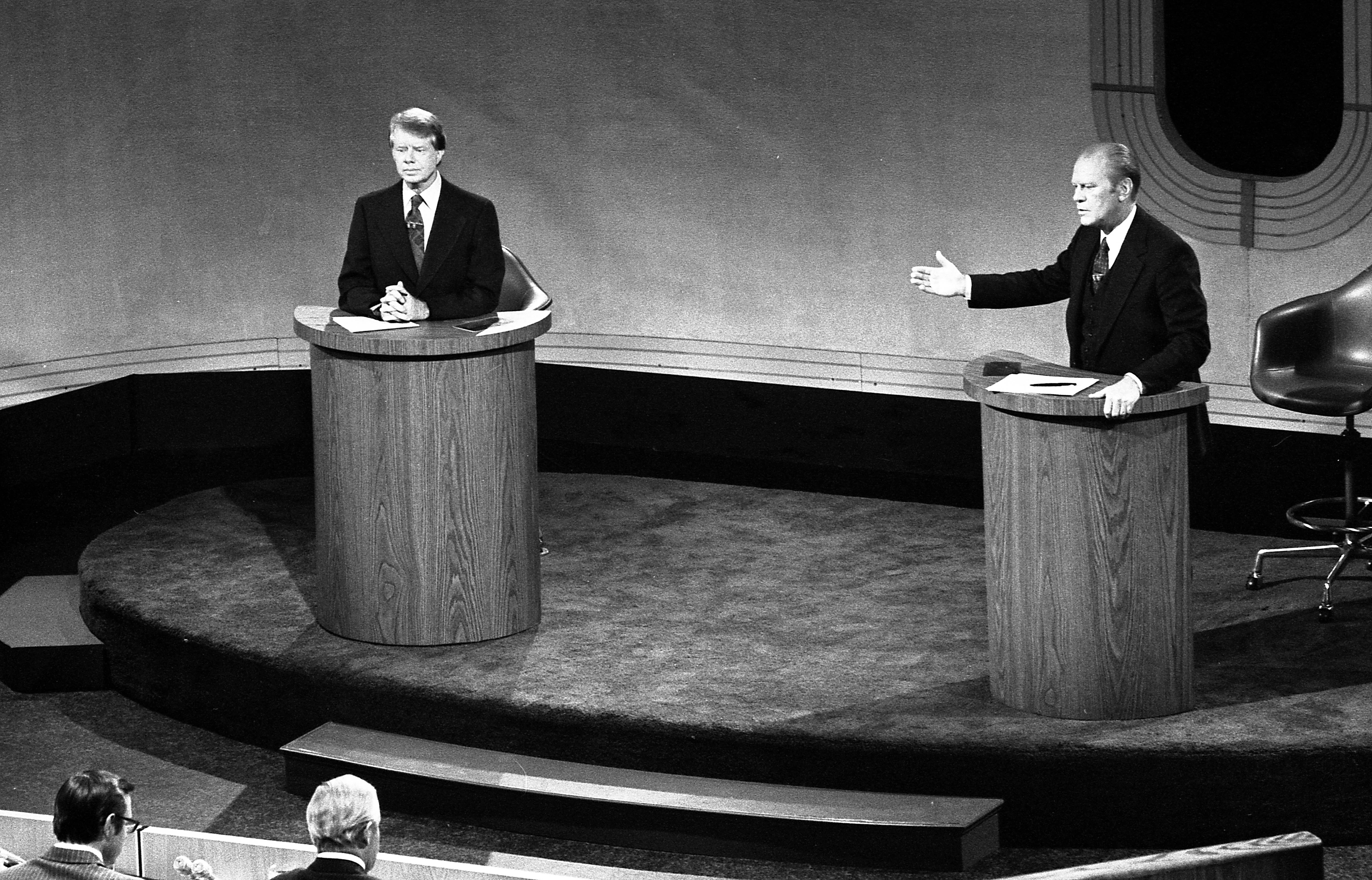
Carter y Ford en un debate el 23 de septiembre de 1976. Los debates televisivos, que no se producían desde 1960, fueron uno de los puntos álgidos de la campaña electoral.

En su campaña electoral, Carter apeló a vagos principios morales, criticó la burocracia de Washington y prometió sinceridad y honradez. Planteó su campaña como un "outsider", dirigida a los electores que estaban hartos de políticos profesionales y de soluciones convencionales. Inició la campaña presidencial con una ventaja considerable sobre Ford, que fue reduciéndose en el transcurso de la misma, y que finalmente le permitió a Carter la victoria el 2 de noviembre de 1976 por un margen estrecho. Carter ganó el voto popular por un 50,1 % contra 48,0 % de Ford y recibió 297 votos electorales contra 240 de Ford, convirtiéndose en el primer presidente del denominado Sur Profundo desde la elección de Zachary Taylor en 1848.
Su comportamiento público desafió las normas establecidas, durante la campaña, a pesar de su proclamada condición de devoto cristiano y catequista, concedió una entrevista a Robert Scheer para la revista Playboy, en la que reconocía que "He mirado a muchas mujeres con lujuria y he cometido adulterio muchas veces en el fondo de mi corazón". La entrevista llegó a los quioscos un par de semanas antes de las elecciones.

## Presidencia de los Estados Unidos (1977-1981)
Jimmy Carter fue el trigésimo noveno presidente de los Estados Unidos desde 1977 hasta 1981. Carter se destacó por un estilo relativamente heterodoxo, que no encajó en el establishment de Washington, ni contó con un apoyo sólido de su partido, y por sus originales opiniones y juicios, sin tener un programa demasiado definido. Su administración trató de hacer un gobierno "competente y compasivo", pero se encontró con una grave crisis económica, que dificultó el logro de sus objetivos, caracterizada por la subida de los precios de la energía y la estanflación. Al final de su periodo de gobierno, Carter había logrado reducir sustancialmente el desempleo y el déficit público, pero no fue capaz de acabar por completo con la recesión. Carter creó los Departamento de Educación y de Energía, estableció una política energética nacional y reformó la seguridad social. En asuntos exteriores, Carter inició los Acuerdos de Camp David, los tratados del Canal de Panamá y la segunda ronda de los Acuerdos SALT. A lo largo de su trayectoria como presidente, Carter subrayó firmemente los derechos humanos. Devolvió la Zona del Canal de Panamá a Panamá, enfrentándose a las críticas en su país por su decisión, que fue vista como otra señal de debilidad de Estados Unidos y de su hábito de dar marcha atrás ante la confrontación. El último año de su mandato presidencial estuvo marcado por varias crisis importantes, como la toma en 1979 de la embajada estadounidense en Irán y retención de rehenes por estudiantes iraníes, el intento sin éxito de rescate de los rehenes, una grave escasez de combustible y el comienzo de la Guerra de Afganistán.

### Toma de posesión

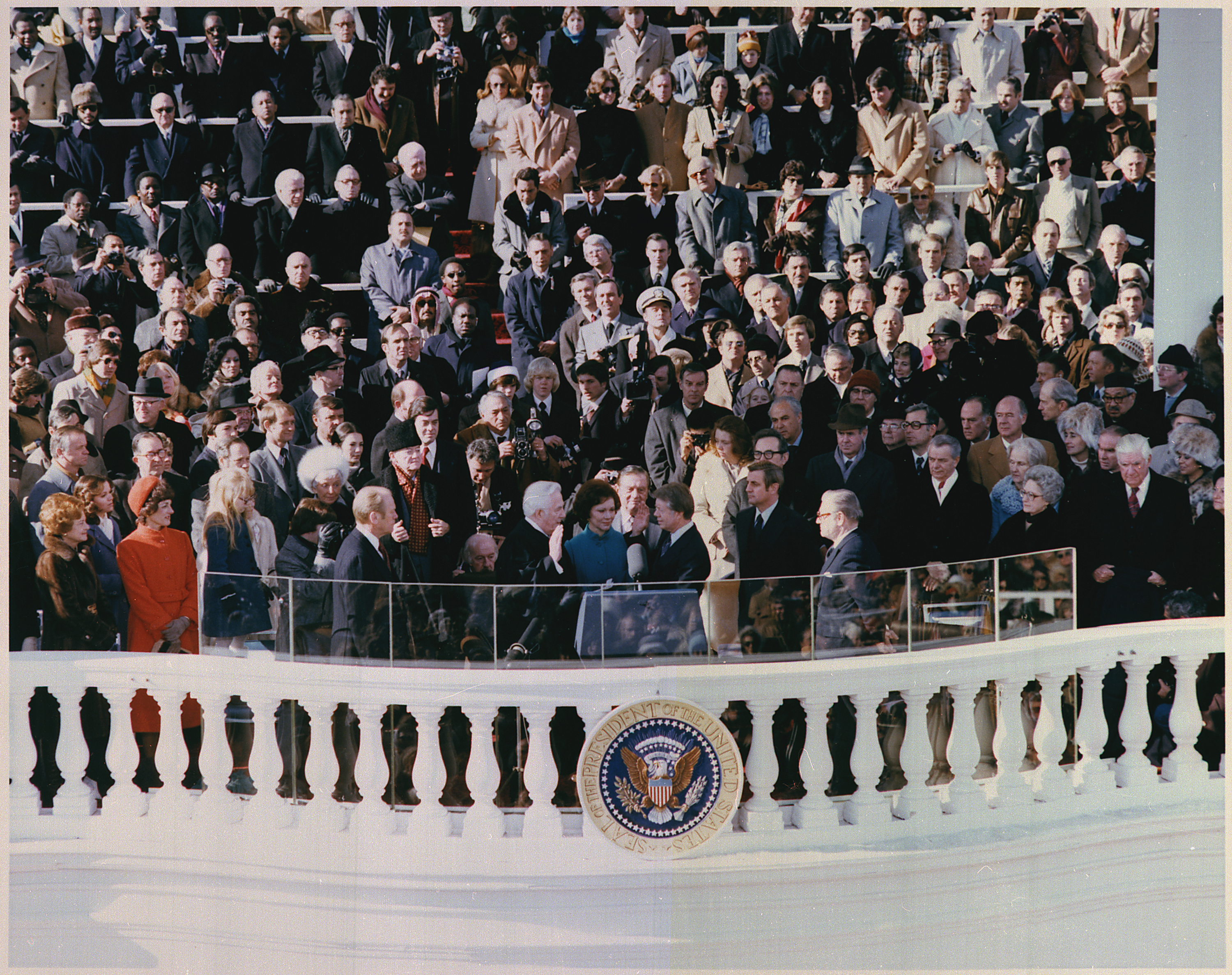
Toma de posesión de Jimmy Carter el 20 de enero de 1977, Washington D. C.

En su discurso de toma de posesión pronunció:

Hemos aprendido que más no es necesariamente mejor, que incluso nuestra gran nación tiene sus límites reconocidos, y que no podemos contestar todas las preguntas ni resolver todos los problemas.

Carter había hecho campaña con la promesa de eliminar los trapicheos de la denominada "presidencia imperial" que imperaba con Richard Nixon y comenzó su presidencia, de acuerdo con esa promesa, el día de su toma de posesión; al ir caminando por la Avenida Pennsylvania, desde el Capitolio hasta la Casa Blanca, en su desfile inaugural, rompiendo así con el protocolo y la historia reciente. Sus primeros pasos en la Casa Blanca fueron más lejos en esta dirección, reduciendo la plantilla de asesores en un tercio, suprimiendo los conductores para los miembros del gabinete y poniendo a la venta el yate presidencial, el USS Sequoia.

### Política interior

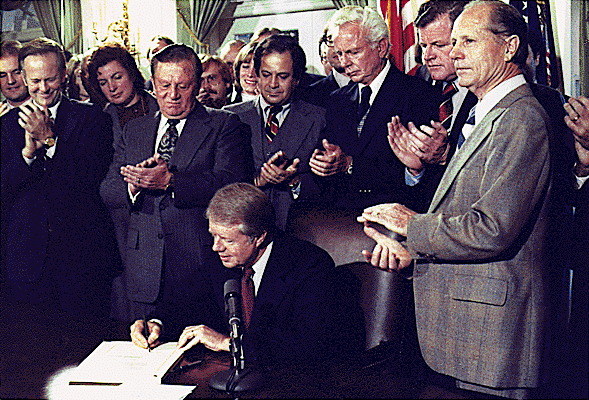
El presidente Carter firmando la Ley de Desregulación de Aerolíneas.

En el primer día de Carter en el cargo, el 20 de enero de 1977, cumplió una promesa de campaña mediante la publicación de un Decreto Ley que declaraba una amnistía incondicional para los insumisos de la guerra de Vietnam.
Bajo la tutela de Carter, se aprobó la Ley de Desregulación de Aerolíneas de 1978, que eliminó la Junta Aeronáutica Civil, también impulsó la desregulación del transporte por carretera, ferrocarril, comunicaciones, finanzas e industrias.
Entre los presidentes que han servido al menos un periodo completo de presidencia, Carter fue el único que no realizó ningún nombramiento en la Corte Suprema.
Carter fue el primer presidente que se propuso abordar el tema de los derechos de los homosexuales.Se opuso a la Iniciativa Briggs, un proyecto de ley de California que prohibía a los homosexuales y a los defensores de los derechos de los homosexuales ser maestros de escuelas públicas. La administración de Carter fue la primera en reunirse con un grupo de activistas de derechos de los homosexuales y en los últimos años actuó en favor de las uniones civiles y puso fin a la prohibición de homosexuales en el ejército.En este sentido declaró que "se opone a todas las formas de la discriminación por motivos de orientación sexual y cree que debe haber igualdad de protección bajo la ley para las personas que difieren en la orientación sexual".

#### Presupuesto
A pesar de pedir una reforma del sistema fiscal durante su campaña presidencial, cuando llegó al poder no hizo gran cosa para cambiarlo.
Durante todos los años de la presidencia se produjo un déficit en el presupuesto del gobierno federal, aunque el porcentaje de deuda sobre el PIB, decreció ligeramente.Su Ley de Conservación de Intereses Nacionales de las Tierras de Alaska convirtió 103 millones de acres (417.000 km²) en Parque nacional en Alaska.

#### Relaciones con el Congreso

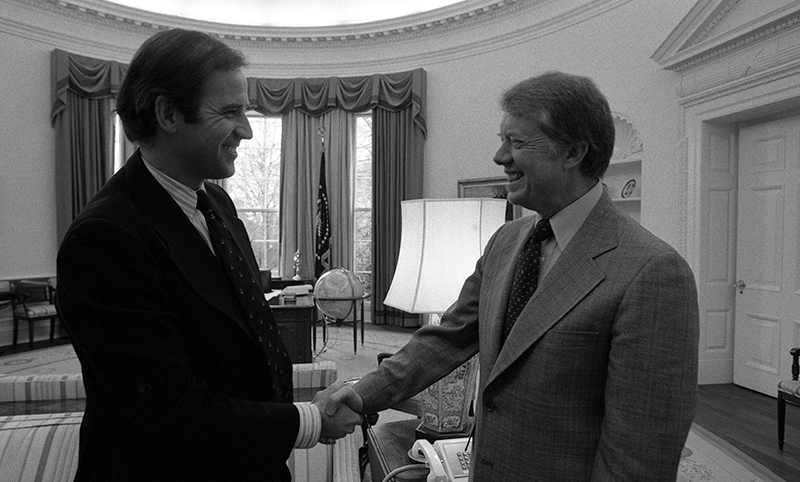
Carter con el entonces senador y futuro presidente Joe Biden en enero de 1978.

Carter realizó una exitosa campaña electoral definiéndose como un "extraño en Washington", en la que criticaba al presidente Gerald Ford y al Congreso de los Estados Unidos, controlado por los demócratas. Como presidente, continuó con esta línea, su negativa a jugar con las "reglas de Washington" contribuyó a una difícil relación de la administración Carter con el Congreso. Hamilton Jordan y Frank Moore, en particular, se enfrentaron desde el principio, con los líderes demócratas, como el Portavoz de la Cámara de Representantes, Tip O'Neill. Las relaciones con el Capitolio se agriaron por llamadas telefónicas no devueltas, insultos (tanto reales como imaginarios) [cita requerida] y una falta de voluntad para intercambiar favores políticos y debilitó la capacidad del presidente para impulsar su ambiciosa agenda.
Durante los primeros 100 días de su presidencia, Carter remitió una carta al Congreso, proponiendo el rechazo de varios proyectos. Entre los que manifestaron su oposición a esa propuesta, se encontraba el senador Russell B. Long, un poderoso demócrata del Comité de Finanzas del Senado.El plan de Carter fue rechazado, lo que produjo un sentimiento de amargura en la administración Carter.
El rechazo abrió una brecha entre la Casa Blanca y el Congreso, Carter manifestó que la oposición más intensa y creciente a sus políticas provenían del ala liberal del propio Partido Demócrata, que atribuyó a la ambición de Ted Kennedy para reemplazarlo como presidente.
Pocos meses después de iniciado su mandato, y pensando que tenía el apoyo de cerca de 74 congresistas, Carter publicó una «lista negra» de 19 proyectos que, según Carter, suponían un «pork barrel» de gasto público, manifestando que vetaría cualquier iniciativa legislativa que incluyera cualquier proyecto de esta lista. 
Esta lista se encontró con la oposición del líder del partido demócrata. Carter había incluido un proyecto de ley de ríos y puertos como innecesario y el portavoz de la Cámara de Representantes, Tip O'Neill, pensó que era desaconsejable que el presidente interfiriese en asuntos que tradicionalmente habían formado parte de la esfera de competencias del Congreso. Tras estos hechos, Carter quedó aún más debilitado y tuvo que firmar un proyecto de ley que contenía proyectos de su lista negra.
Más tarde, el Congreso rechazó aprobar las principales disposiciones de su ley de protección de los consumidores y su paquete de reforma laboral y Carter vetó un paquete de obras públicas calificándolas de «inflacionarias», puesto que contenía lo que él consideraba gastos innecesarios. Los líderes del Congreso percibieron que el apoyo público a la iniciativa legislativa de Carter era débil, y se aprovecharon de ella. Después de destripar el proyecto de ley de protección al consumidor, transformaron su plan de impuestos en nada más que gastos de especial interés, tras lo cual, Carter se refirió al Comité de impuestos del Congreso como "manada de lobos".

#### Crisis del petróleo

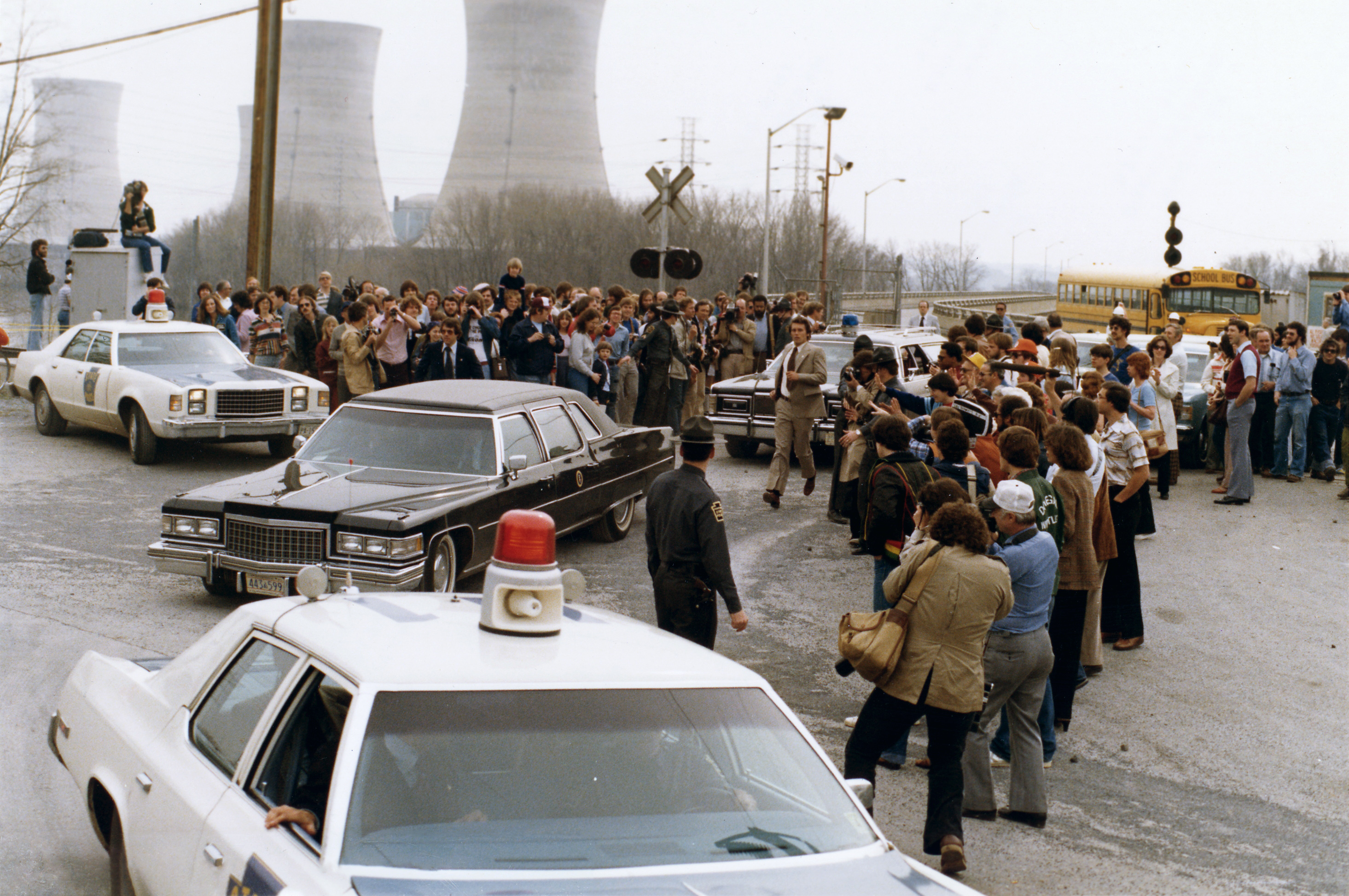
Carter abandona las instalaciones de Three Mile Island (1 de abril de 1979), donde se había producido un accidente nuclear el día 28 de marzo de ese mismo año, cuando un reactor de la central sufrió una fusión parcial del núcleo.

En 1973, durante la administración de Nixon, la Organización de Países Exportadores de Petróleo (OPEP) redujo los suministros de petróleo disponible en el mercado mundial, en parte debido a la depreciación del dólar causada por la salida del patrón oro de Nixon y en parte como reacción contra Estados Unidos, por el envío de armas a Israel durante la guerra de Yom Kipur. Esto provocó la crisis del petróleo de 1973 que supuso una subida brusca de los precios del petróleo que empujó la inflación y desaceleró el crecimiento. El gobierno de Estados Unidos, tras el anuncio, impuso controles de precios en la gasolina y en el petróleo, que provocaron escasez y largas colas en las gasolineras. Las colas se evitaron al suprimir los controles de precios en la gasolina, estos controles del petróleo se mantuvieron hasta la presidencia de Reagan. Cuando en 1977 Carter llegó a la Casa Blanca, dijo a los estadounidenses que la crisis energética era un peligro claro y presente para la nación y el equivalente moral de la guerra y diseñó un plan para intentar hacer frente al problema y manifestó que la oferta mundial de petróleo probablemente solo podría cubrir la demanda estadounidense durante seis u ocho años más.
En 1977, Carter convenció a los demócratas en el Congreso para crear el Departamento de Energía de los Estados Unidos con el objetivo de promover el ahorro de energía. Carter estableció controles de precio al petróleo y al gas natural e instaló paneles solares para calentar agua caliente sanitaria, en la Casa Blanca, y habilitó una estufa de leña en su vivienda. Ordenó a la Administración de Servicios Generales cortar el agua caliente en algunas instalaciones federales, y pidió que los adornos públicos navideños permaneciesen sin luz en las navidades de 1979 y 1980. Se establecieron a nivel nacional controles en los termostatos de los edificios gubernamentales y comerciales para que no sobrepasasen temperaturas en el invierno por encima de 18,33 °C ni disminuyesen en el verano por debajo de 25 °C.
Como reacción a la crisis energética y las creciente preocupación sobre la contaminación del aire, Carter también firmó la Ley Nacional de Energía y la Ley Política de Regulación de los Servicios Públicos. El propósito de estas leyes fue estimular la conservación energética y el desarrollo de los recursos energéticos nacionales, incluidos los renovables, como la energía solar y la eólica.
Sin embargo, durante la crisis de 1979, Carter reintegró algunos controles de precios en la gasolina, lo que volvió a ocasionar colas en las gasolineras. Durante su discurso del "malestar", anunció una liberalización gradual de los controles de precios, junto con la imposición de un "Impuesto sobre beneficios excepcionales" para financiar el iniciativas de eficiencia energética. El impuesto se instauró en 1980 gravando la producción nacional de petróleo, el impuesto se derogó en 1988, cuando los precios se derrumbaron, haciendo posible la supresión del impuesto. Este tributo no era un gravamen sobre los beneficios, sino un impuesto especial sobre la diferencia entre un precio base y el precio de mercado.

#### Economía: la estanflación y el nombramiento de Paul Volcker

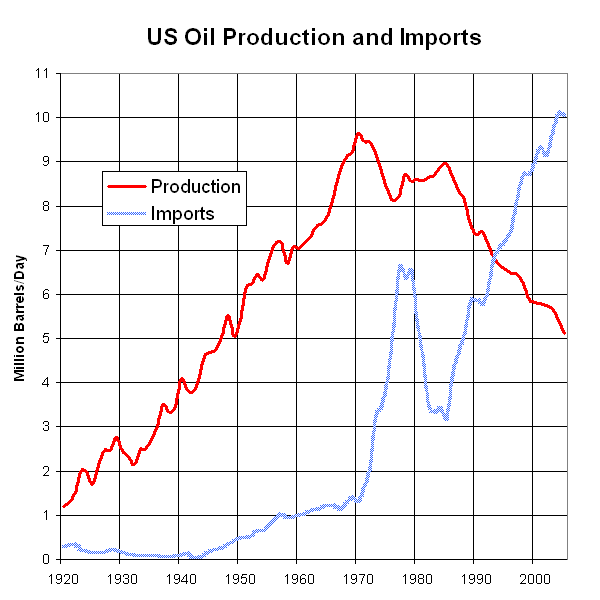
Evolución de la producción e importación de petróleo en Estados Unidos entre 1920 y 2005.

La historia económica de la Administración Carter se puede dividir en dos períodos más o menos iguales. Los dos primeros años fueron una época de continua recuperación de la grave recesión de 1973-1975, que había dejado la inversión en capital fijo en su nivel más bajo desde la recesión de 1970 y el desempleo en el 9%. Los otros dos años estuvieron marcados por una inflación de dos dígitos con unos tipos de interés muy altos, la escasez de petróleo y el bajo crecimiento económico. La economía del país creció a un promedio de 3,4% durante la administración Carter (a la par con el promedio histórico). Sin embargo, cada uno de estos períodos de dos años, difieren radicalmente.
La economía de Estados Unidos, que había crecido un 5% en 1976, siguió a un ritmo similar durante 1977 y 1978. El desempleo disminuyó desde el 7,5% en enero de 1977 al 5,6% en mayo de 1979, con más de 9 millones de nuevos empleos netos creados durante ese intervalo y el ingreso familiar per cápita creció un 5% entre 1976 y 1978. La recuperación de la inversión empresarial en evidencia durante el año 1976 también se fortaleció. La inversión privada fija (maquinaria y construcción) creció un 30% de 1976 a 1979, las ventas de viviendas y la construcción creció de igual manera en 1978 y la producción industrial, la producción de vehículos y las ventas lo hicieron en casi un 15%, con la excepción de la viviendas nuevas iniciadas, que se mantuvo ligeramente por debajo de su pico de 1972, cada uno de estos puntos de referencia alcanzaron niveles récord en 1978 o 1979.
La crisis energética de 1979 terminó este período de crecimiento, la inflación y las tasas de interés permanecieron altas, mientras que el crecimiento económico, la creación de empleo y la confianza de los consumidores se redujo drásticamente. La política monetaria relativamente flexible adoptada por el presidente de la Reserva Federal, William G. Miller, había contribuido a la generación de una inflación algo más elevada, con aumentos del 5,8% en 1976 al 7,7% en 1978. La brusca y repentina subida de los precios del crudo, por parte de la OPEP, condujo a la inflación a alcanzar niveles de dos dígitos, con un promedio del 11,3% en 1979 y el 13,5% en 1980. La repentina escasez de gasolina al comienzo de la temporada de vacaciones de 1979, exacerbó el problema, y vendría a simbolizar la crisis entre el público en general, la escasez, originada en el cierre de las instalaciones de refinamiento de Amerada Hess, dio lugar a una demanda del gobierno federal contra la empresa.
Carter, como su antecesor el presidente Ford, pidió al Congreso la imposición de controles en los precios de la energía, productos médicos y precios al consumidor, pero no pudo lograr la aprobación de estas medidas debido a la fuerte oposición del Congreso, pero utilizando una ley de conservación y política energética, aprobada por el congreso durante la presidencia de Gerald Ford, que daba a los presidentes la autoridad para desregular los precios del petróleo en el mercado estadounidense, consiguió fomentar la producción y el ahorro de petróleo. Las importaciones de este producto, que habían alcanzado un récord de 2400 millones de barriles en 1977 (el cincuenta por ciento del suministro estadounidense), se redujeron a la mitad entre 1979 y 1983.
En 1987 el periodista William Greider escribió Los secretos del Templo, un libro publicado poco después del desplome de la bolsa, en el que manifiesta que Volcker y sus protegidos posteriores han dominado la Reserva Federal posteriormente por lo menos durante varias décadas a través de varias administraciones de Estados Unidos. Durante la administración de Carter, la economía sufrió una inflación de dos dígitos, junto con tasas de interés muy altas, la escasez de petróleo, el alto desempleo y el crecimiento económico lento. El crecimiento de la productividad en los Estados Unidos se había reducido a una tasa media anual del 1%, frente al 3,2% de la década de 1960. Hubo también un creciente déficit del presupuesto federal, que aumentó a $ 66.000 millones. La década de 1970 se describe como un período de estanflación, así como mayores tasas de interés. La inflación de precios (un aumento del nivel general de precios) creó incertidumbre en la presupuestación y planificación y provocó huelgas por aumentos de sueldo más probable. Carter, como Nixon, pidió al Congreso que se impusiesen controles de precios sobre la energía, la medicina y los precios al consumidor, pero el Congreso no estaba de acuerdo.

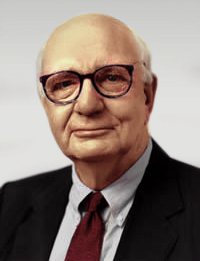
Paul Volcker, nombrado presidente de la Reserva Federal en octubre de 1979.

A raíz de una reestructuración de su gabinete, Carter nombró a G. William Miller como secretario del Tesoro, que hasta entonces había ejercido como presidente de la Reserva Federal. Para reemplazarlo y con el fin de calmar los mercados, Carter nombró nuevo presidente de la Reserva a Paul Volcker. Volcker llevó a cabo una política monetaria restrictiva para bajar la inflación. Volcker y Carter tuvieron éxito, pero solo tras pasar primero por una fase recesiva durante la que la economía se desaceleró y creció el desempleo. El alivio de la inflación vio sus resultados durante el primer mandato de Ronald Reagan, quien volvió a nombrar a Volcker como presidente de la Reserva.
Bajo la dirección de Volcker, la Reserva Federal elevó la tasa de descuento desde el 10%, que estaba cuando asumió la presidencia en agosto de 1979 hasta el 12%, en un plazo de dos meses. La tasa preferencial de interés alcanzó el 21,5% en diciembre de 1980, la más alta en la historia de Estados Unidos. Carter aprobó mediante decreto ley un programa de medidas de austeridad que trató de justificar porque la inflación había alcanzado "un estado de crisis", la inflación y el tipo de interés a corto plazo alcanzaron el dieciocho por ciento en febrero y marzo de 1980. Las inversiones en renta fija (bonos, tanto en poder de Wall Street y las pensiones pagadas a los jubilados) tenían cada vez menos valor. Las altas tasas de interés condujeron a una fuerte recesión en la década de 1980, que coincidió con la campaña para la reelección.

#### Discurso del "malestar"
En 1979, cuando se inició la crisis del petróleo, Carter estaba planeando dar su quinto mayor discurso sobre la energía, sin embargo, sintió que el pueblo estadounidense ya no le escuchaba. Carter se retiró a la residencia presidencial de Camp David. Durante más de una semana, un velo de secreto envolvió sus actuaciones, convocó en su residencia a decenas de destacados líderes del Partido Demócrata, miembros del Congreso, gobernadores, dirigentes sindicales, académicos y miembros del clero. Su analista, Pat Caddell, le dijo que el pueblo de los Estados Unidos se enfrentaba a una crisis de confianza motivada por los asesinatos de John F. Kennedy, Robert F. Kennedy y Martin Luther King, Jr; la guerra de Vietnam y el Escándalo Watergate. El 15 de julio de 1979, Carter dio un discurso televisado a nivel nacional en el que identificó lo que él creía que era una "crisis de confianza" entre el pueblo estadounidense. Esto llegó a ser conocido como su "discurso del malestar", aunque nunca apareció esta palabra en el discurso:

Quiero hablar con ustedes ahora sobre una amenaza fundamental para la democracia estadounidense. . . . No me refiero a la fuerza hacia el exterior de Estados Unidos, una nación que está en paz esta noche en todo el mundo, con una inigualable potencia económica y poderío militar. La amenaza es casi invisible de forma ordinaria. Se trata de una crisis de confianza. Es una crisis que golpea en el corazón y el alma y el espíritu de nuestra voluntad nacional. Podemos ver esta crisis en la creciente duda sobre el significado de nuestras propias vidas y en la pérdida de una unidad de propósito para nuestra nación...

En una nación que se enorgullecía de trabajar duro, de familias fuertes, de comunidades unidas, y de nuestra fe en Dios, demasiados de nosotros tienden ahora a la autoindulgencia y al culto al consumo; la identidad humana ya no se define por lo que uno hace, sino por lo que uno posee. Pero hemos descubierto que poseer y consumir cosas no satisface nuestro anhelo de significado...

Les pido por su bien y para la seguridad de su nación que no realicen viajes innecesarios, empleen viajes compartido en automóviles o el transporte público siempre que puedan, aparquen su automóvil un día más a la semana, obedezcan a los límites de velocidad y establezcan sus termostatos para ahorrar energía ... He visto la fortaleza de Estados Unidos en los inagotables recursos de nuestro pueblo. En los próximos días, vamos a renovar esa fuerza en la lucha por una nación de energía segura...

El discurso fue escrito por Hendrik Hertzberg y Gordon Stewart. Aunque se ha dicho a menudo que fue mal recibido, The New York Times publicó el siguiente titular una semana después "El discurso eleva la valoración de Carter hasta el 37%, el público se siente de acuerdo con la crisis de confianza, tocada la fibra sensible.
La posterior pérdida de la reelección de Carter provocó que otros políticos descartaran solicitar el ahorro de energía a los estadounidenses de una manera similar. Tres días después del discurso, Carter pidió la dimisión de todos los miembros de su gabinete, y en última instancia aceptó la de los cinco que se habían enfrentado con la Casa Blanca al máximo, incluyendo el secretario de Energía, James Schlesinger, y el Jefe de Salud, Educación y Bienestar, Joseph A. Califano, conocido como partidario del senador Ted Kennedy. Carter admitió más tarde en sus memorias que simplemente debería haber pedido la dimisión de solo los cinco miembros que renunciaron. En 2008, una información de Noticias de los EE. UU. y World Report indicaron:
«Después de una campaña [en la que prometió] que no volvería a nombrar a un jefe de personal, Carter nombró a Jordan jefe de personal de la Casa Blanca. Muchos en la administración se sintieron irritados cuando Jordan hizo circular un "cuestionario" que se parecía más a un juramento de lealtad. Creo que la idea era que iban a concretar el gobierno, mostrando que hubo un cambio real de estos cambios de personal, y seguir adelante", recuerda Mondale. "Pero el mensaje que el pueblo estadounidense recibió fue que se estaban viniendo abajo". Carter admitió más tarde en sus memorias que sólo debería haber pedido la dimisión de esos cinco miembros.» En 2008, una pieza de Noticias EE. UU. y World Report declaró:

También haríamos bien en recordar la clase de complejidad y la humildad que Carter trató de inyectar en la retórica política... Carter no estaba dispuesto a complacer a la gente... Lo que realmente hizo Carter en su discurso fue profundo. Advirtió a los estadounidenses que la crisis del petróleo de 1979, de escasez de gas y precios más altos, derivó de la forma de vida del país. "Muchos de nosotros tienden a la autoindulgencia y al culto al consumo. La identidad humana ya no se define por lo que uno hace, sino por lo que uno posee", dijo el presidente. El consumismo brindó a la gente una falsa felicidad, sugirió, sino que también previno a los estadounidenses para que reconsideraran sus vidas con el fin de enfrentarse al profundo desafío que de la crisis energética. A pesar de algunos fracasos, Carter dejó atrás una manera de hablar sobre el compromiso del país y su necesidad de enfrentarse a lo que es sin duda uno de sus mayores desafíos, para resolver la crisis energética de una manera que tome en serio tanto nuestros límites como nuestra grandeza.

### Política exterior

#### Corea del Sur

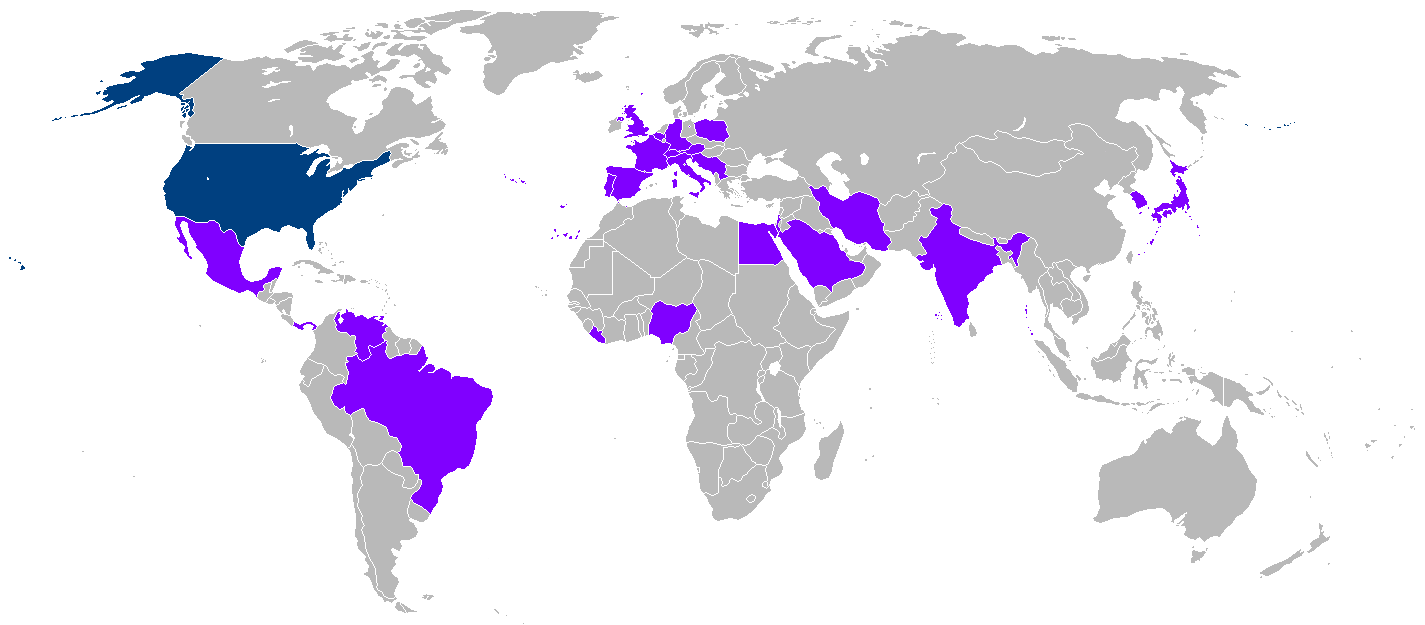
Países visitados por Carter durante su presidencia.

Durante su primer mes en el cargo, Carter disminuyó el presupuesto de defensa en seis mil millones de dólares. Uno de sus primeros actos fue ordenar la retirada unilateral de todas las armas nucleares de Corea del Sur y anunciar su intención de reducir el número de tropas estadounidenses estacionadas en ese país. Algunos militares criticaron esta decisión en conversaciones privadas y en testimonios ante comités del Congreso, en 1977, el general John K. Singlaub, jefe de Estado Mayor de las fuerzas de Estados Unidos en Corea del Sur, criticó públicamente la decisión de Carter de disminuir las tropas destinadas allí. El 21 de marzo de 1977, Carter lo relevó de su cargo, manifestando que sus opiniones manifestadas públicamente, resultaban "incompatibles con la política anunciada de seguridad nacional".
Carter tenía previsto la retirada en 1982 de todas las tropas, excepto 14 000 soldados de la Fuerza Aérea de Estados Unidos y especialistas en logística, pero, en 1978, después de haber recortado solo 3.600 soldados, se vio obligado a abandonar el proyecto por la presión del Congreso y las oposición de sus generales.

#### Acuerdos de Camp David

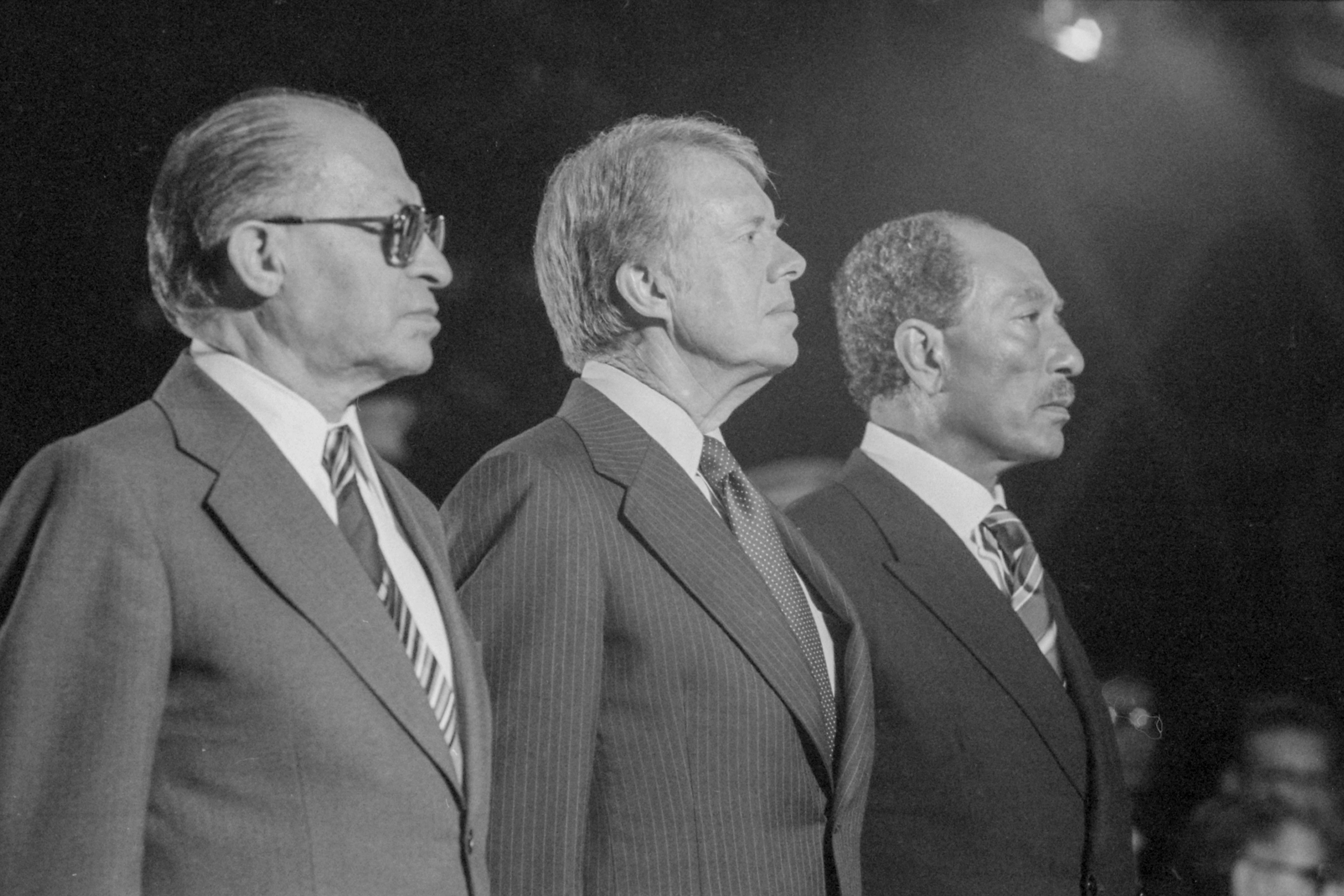
De izquierda a derecha: Menájem Beguin, Jimmy Carter y Anwar el-Sadat en septiembre de 1978.

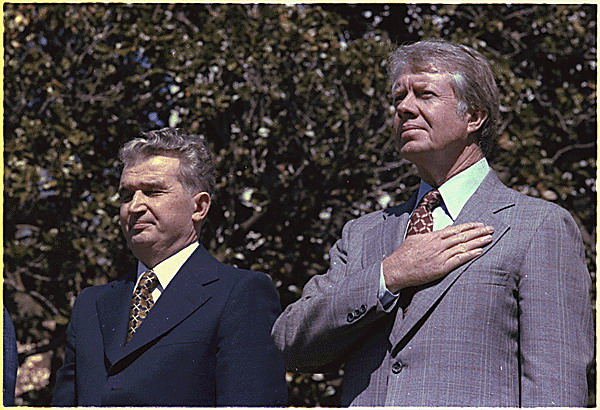
Nicolae Ceauşescu con Carter en Bucarest, 1978.

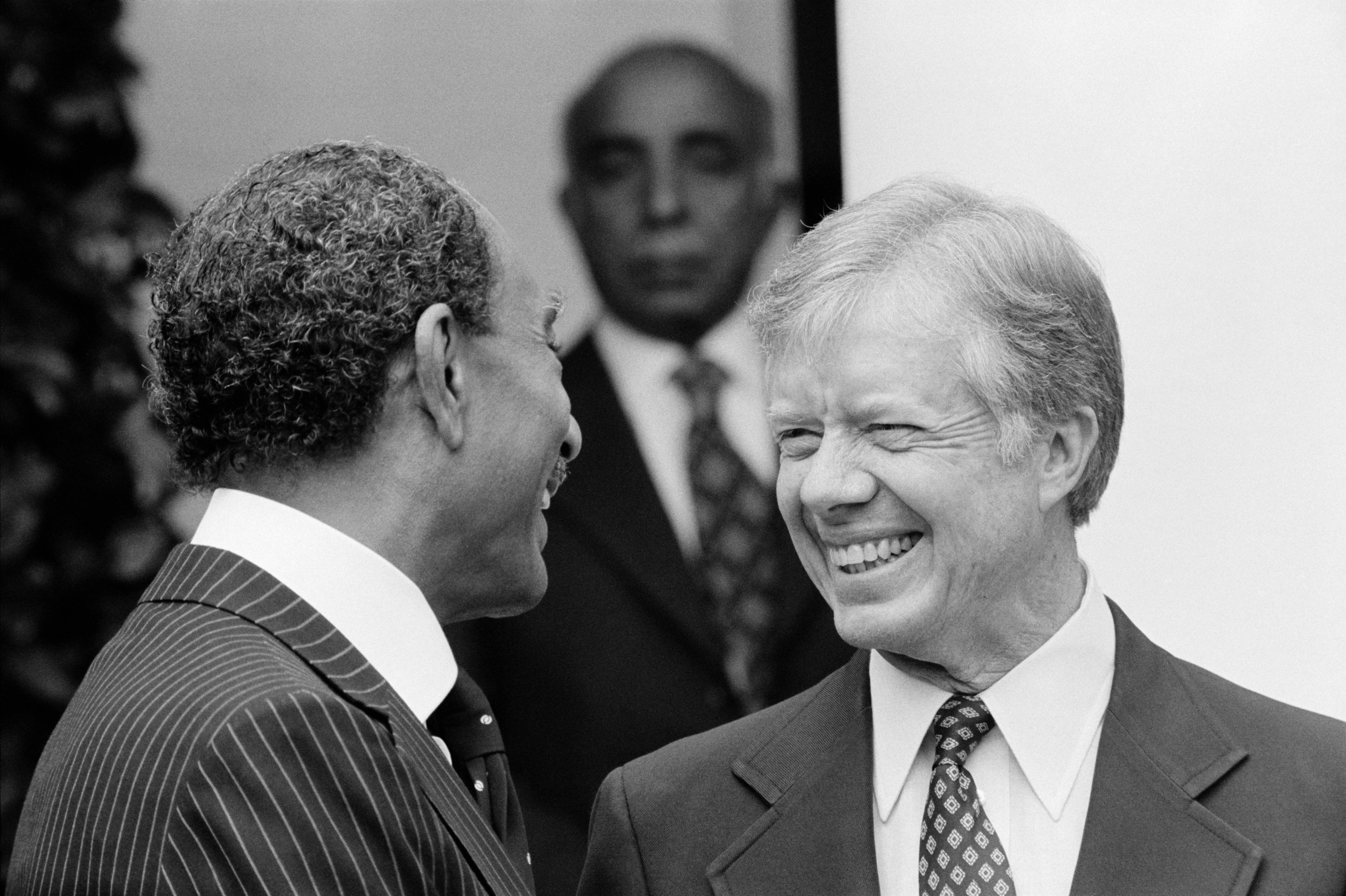
El presidente Carter recibiendo al presidente egipcio Anwar el-Sadat en la Casa Blanca, poco después de los Acuerdos de Camp David, 8 de abril de 1980.

El secretario de Estado del gabinete de Carter, Cyrus Vance, y el asesor de Seguridad Nacional, Zbigniew Brzezinski prestaron mucha atención al conflicto árabe-israelí. Las comunicaciones diplomáticas entre Israel y Egipto aumentaron significativamente después de la guerra de Yom Kipur de 1973 y la administración de Carter creía que era el momento adecuado para una solución global del conflicto.
A mediados de 1978, Carter estaba muy preocupado, puesto que había expirado solo unos meses antes el Tratado de Separación entre Egipto e Israel. Carter decidió destinar un enviado especial a Oriente Medio. El embajador de Estados Unidos iba y venía entre El Cairo (Egipto) y Tel Aviv intentando reducir las discrepancias entre los dos países. Se sugirió entonces que los cancilleres se reunieran en el castillo de Leeds (Inglaterra) para discutir las posibilidades de paz. Trataron de llegar a un acuerdo, pero los ministros de exteriores no lo lograron. Posteriormente se alcanzaron los Acuerdos de Camp David de 1978, uno de los logros más importantes de Carter durante su presidencia.
Los acuerdos fueron un convenio de paz entre Israel y Egipto negociado por Carter, que culminó las negociaciones anteriores, realizadas en Oriente Medio. En estas negociaciones el rey Hasan II de Marruecos actuó como negociador entre los intereses árabes en Israel, y Nicolae Ceausescu de Rumania actuaba como intermediario entre Israel y la Organización para la Liberación de Palestina. Cuando las negociaciones iniciales finalizaron, el presidente egipcio Anwar Sadat se acercó a Carter para pedirle ayuda. Carter invitó al primer ministro israelí Menájem Beguin y Anwar el-Sadat a Camp David para continuar las negociaciones. Llegaron el 8 de agosto de 1978, ninguno de los líderes se habían encontrado desde la reunión de Viena. El presidente Carter actuó como mediador entre los dos líderes y habló con cada uno por separado para intentar alcanzar un acuerdo. Transcurrido un mes sin llegar a ninguna resolución, el presidente Carter decidió reunirse con ambos a lo largo de un viaje a Gettysburg, (Pensilvania) para romper el punto muerto. Allí les mostró el terreno donde se había desarrollado una batalla de la guerra civil estadounidense, les explicó la historia de la batalla e hizo hincapié en lo importante que era alcanzar la paz con el fin de llevar la prosperidad al pueblo. Una lección que contribuyó a que cuando Beguin y Sadat regresaron a Camp David, comprendieran que debían firmar algún tipo de acuerdo.
El 12 de septiembre de 1978, el presidente Carter sugirió que se dividiesen las negociaciones sobre el Tratado de Paz en dos marcos: El marco 1 abordaría Cisjordania y la Franja de Gaza, mientras que el marco 2 se ocuparía del Sinaí.
- El primer marco trataba los territorios palestinos de Cisjordania y la Franja de Gaza.

- El primer punto se refería a la elección de una autogobierno, lo cual permitiría plena autonomía a los habitantes de ambos territorios. Este gobierno sería elegido por los palestinos y solo se ocuparía de los asuntos municipales.
- El segundo paso sería la concesión de la autonomía a los palestinos, sobre todo en los asuntos municipales.

Se preveía que después de estos pasos, el Estado de Palestina podría ser negociado.
El marco 1 no fue muy bien recibido por palestinos y jordanos que se opusieron al hecho de que Beguin y Sadat tomaron decisiones sobre su destino final, sin consultar con ellos o sus dirigentes.
- El segundo marco se ocuparía de la Península de Sinaí. Se componía de dos puntos:

- Las dos partes, Egipto e Israel, deberían negociar un tratado en un período de seis meses basado en el principio de la soberanía egipcia sobre la península de Sinaí y la retirada de Israel de esa región.
- Este tratado sería seguido por el establecimiento de relaciones diplomáticas, políticas, económicas, y culturales entre Egipto e Israel.

El presidente Carter admitió que a pesar de todo "todavía existían grandes dificultades y muchas cuestiones difíciles de resolver."

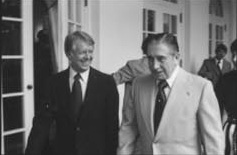
El presidente Carter con el dictador chileno Augusto Pinochet en la Casa Blanca (1977).

La reacción a esta propuesta en el mundo árabe fue muy negativa. En noviembre de 1978, se celebró una reunión de emergencia convocada por la Liga Árabe en Damasco. Una vez más, Egipto fue el tema principal de la reunión, y se condenó la propuesta de tratado que Egipto iba a firmar. Sadat fue también atacado por la prensa árabe por romper filas con la Liga Árabe y haber traicionado al mundo árabe. Las discusiones relativas al futuro tratado de paz se llevaron a cabo en ambos países. Israel insistió durante las negociaciones en que el tratado con Egipto debía sustituir todos los demás tratados de Egipto, incluidos los firmados con la Liga Árabe y los países árabes. Israel también quería el acceso al petróleo descubierto en la región del Sinaí. El presidente Carter intervino e informó a los israelíes que Estados Unidos proporcionaría a Israel el suministro de petróleo que necesitaba para los próximos 15 años, si Egipto decidía no proporcionárselo a Israel.
El parlamento israelí aprobó el tratado con una cómoda mayoría. Por otra parte, el gobierno egipcio estaba discutiendo acerca de diferentes cuestiones. No les gustaba el hecho de que el tratado propuesto sustituiría a todos los demás tratados. Además los egipcios se sentían decepcionados porque no habían logrado vincular la cuestión del Sinaí al problema de Palestina.
El 26 de marzo de 1979, Egipto e Israel firmaron el tratado de paz en Washington D. C., el papel de Carter fue esencial. Aaron David Miller entrevistó a muchos funcionarios en su libro The Much Too Promised Land (2008) y concluyó lo siguiente: No importa a quien se le pregunte, estadounidenses, egipcios, o israelíes, la mayoría están de acuerdo: sin Carter no habría existido ningún tratado de paz.

#### Derechos humanos
Carter inicialmente se apartó de la política establecida de contención hacia la Unión Soviética. Promovió una política exterior que situó los derechos humanos entre sus prioridades, lo cual supuso una ruptura con la actitud de sus predecesores que no prestaban atención al incumplimiento de los derechos humanos que habían cometido los países aliados de Estados Unidos. La Administración Carter dejó de dar apoyo al régimen de Somoza en Nicaragua, históricamente respaldado por Estados Unidos y dieron su ayuda al nuevo gobierno del Frente Sandinista de Liberación Nacional que asumió el poder después del derrocamiento de Somoza. Sin embargo, Carter ignoró una petición del Arzobispo Óscar Romero en El Salvador para que no enviara ayuda militar a ese país. Romero fue asesinado más tarde por sus críticas por la violación de derechos humanos en El Salvador. Carter también fue criticado por la activista feminista Andrea Dworkin por desentenderse de los derechos de las mujeres en Arabia Saudita.
Carter continuó la política de sus antecesores de imposición de sanciones a Rodesia, y después de que el obispo Abel Muzorewa fuera elegido primer ministro, protestó por la exclusión de las elecciones de Robert Mugabe y Joshua Nkomo. La fuerte presión de Estados Unidos y el Reino Unido lograron nuevas elecciones en Rodesia (hoy Zimbabue), que llevaron a la elección de Robert Mugabe como primer ministro; después de lo cual, se levantaron las sanciones, y se le concedió al país el reconocimiento diplomático. Carter también fue conocido por sus críticas a Alfredo Stroessner de Paraguay y Augusto Pinochet de Chile, aunque ambos Stroessner y Pinochet, asistieron a la firma del Tratado del Canal de Panamá, también protestó contra el Apartheid en Sudáfrica.

#### República Popular China

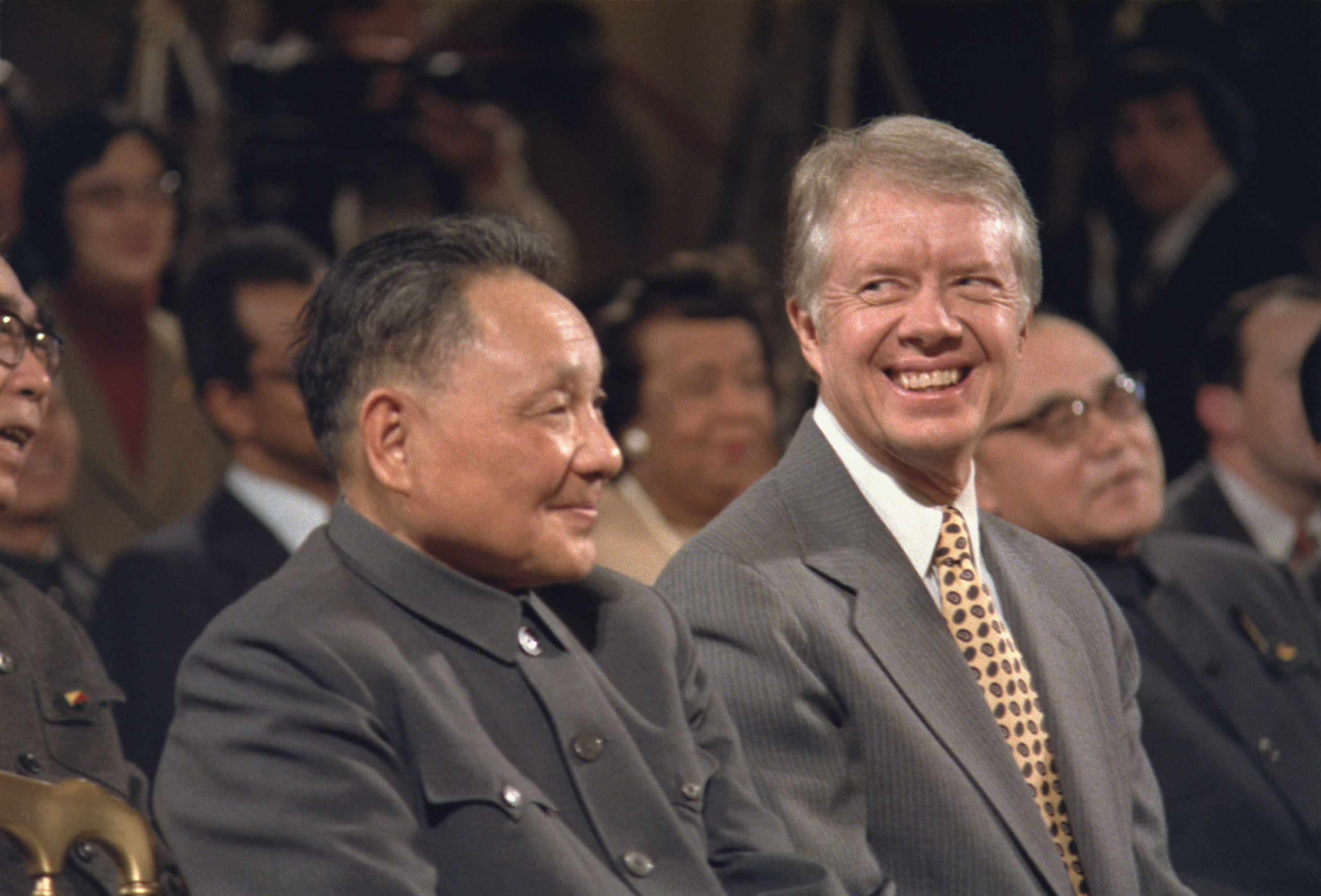
El líder chino Deng Xiaoping y el presidente Carter, durante la ceremonia de firma del tratado de establecimiento de relaciones diplomáticas entre China y los Estados Unidos, el 29 de enero de 1979.

Carter continuó la política de Richard Nixon para normalizar las relaciones con la República Popular China. El consejero de Seguridad Nacional, Zbigniew Brzezinski y Michel Oksenberg, viajaron a Pekín a principios de 1978, donde junto con Leonard Woodcock, director de la oficina de enlace, establecieron las bases de un acuerdo para alcanzar relaciones diplomáticas y comerciales completas con la República Popular de China. En el comunicado conjunto sobre el establecimiento de relaciones diplomáticas (Joint Communiqué on the Establishment of Diplomatic Relations) de 1 de enero de 1979, Estados Unidos transfirió el reconocimiento diplomático de Taipéi a Pekín y reiteró el comunicado de Shanghái que suponía el reconocimiento de la existencia de una única China y admitía que Taiwán formaba parte de ella. Pekín, por su parte, aceptó que Estados Unidos siguiera manteniendo relaciones comerciales, culturales y contactos de carácter no oficial con Taiwán. Estados Unidos siguió manteniendo contactos con Taiwán en virtud de la Ley de Relaciones de Taiwán.

#### Tratados del Canal de Panamá

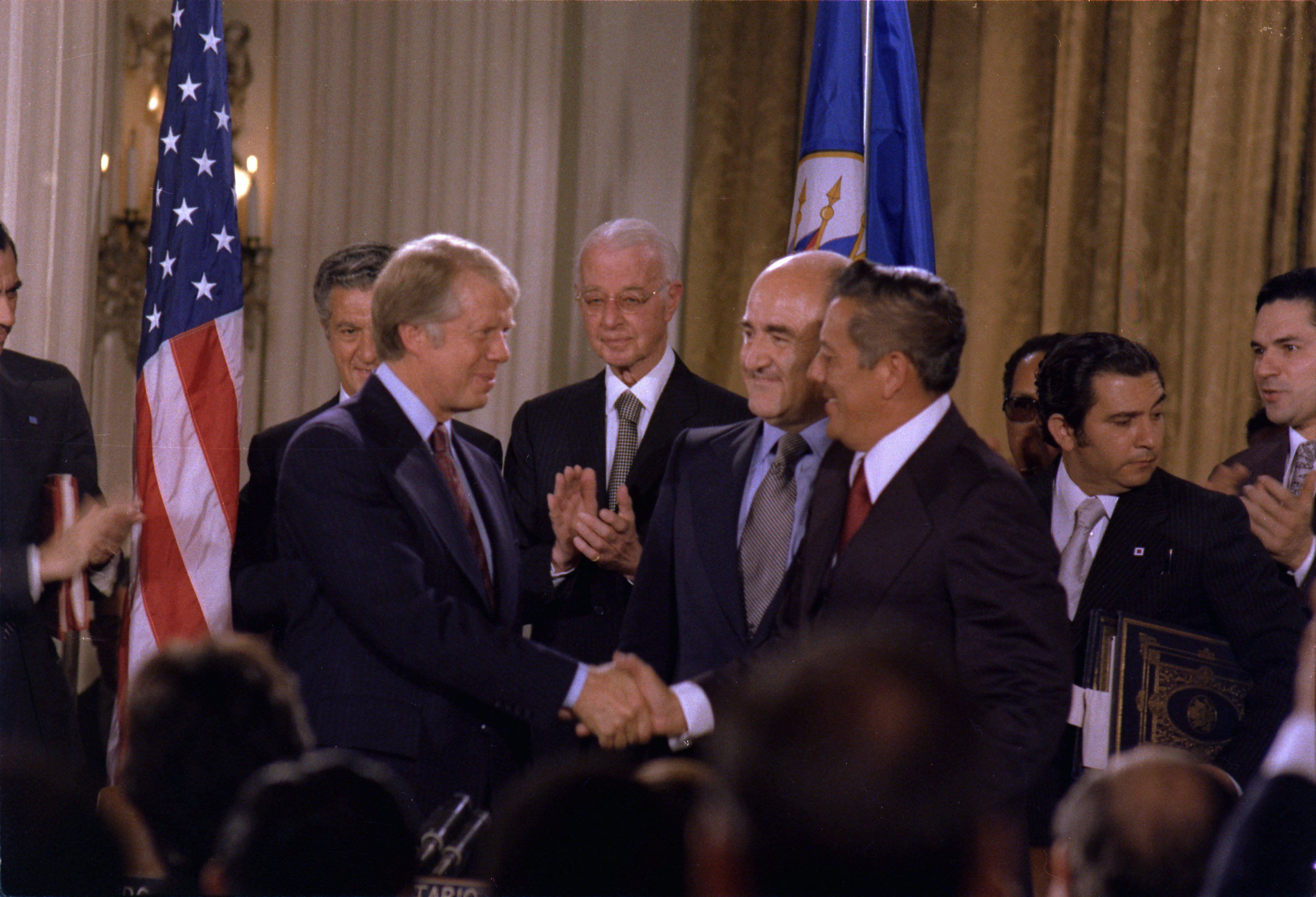
El presidente Carter y Omar Torrijos se dan la mano momentos después de haber firmado los tratados.

Uno de los momentos más controvertidos de la presidencia de Carter fue la negociación y firma de los Tratados del Canal de Panamá, en septiembre de 1977. Estos tratados, que en esencia suponían la transferencia del Canal, de los estadounidenses a la República de Panamá, fueron rechazados por el Partido Republicano, con el argumento de que se estaba transfiriendo un asentamiento estadounidense de gran valor estratégico a un país inestable y corrupto, dirigido por el general Omar Torrijos, que no había sido elegido democráticamente. Aquellos que apoyaban los tratados, por el contrario, defendían que el canal había sido construido dentro del territorio panameño y que por tanto, Estados Unidos mediante su control había ocupado parte de otro país, por lo que el acuerdo tenía por objeto devolver a Panamá la total soberanía sobre su territorio. Tras la firma de los Tratados del Canal en junio de 1978, Carter visitó Panamá con su esposa y doce senadores de Estados Unidos, en medio de disturbios estudiantiles generalizados en contra del gobierno de Torrijos. Más adelante Carter instó al régimen de Torrijos para que frenara su política dictatorial y avanzara gradualmente hacia la democracia en Panamá.

#### SALT II

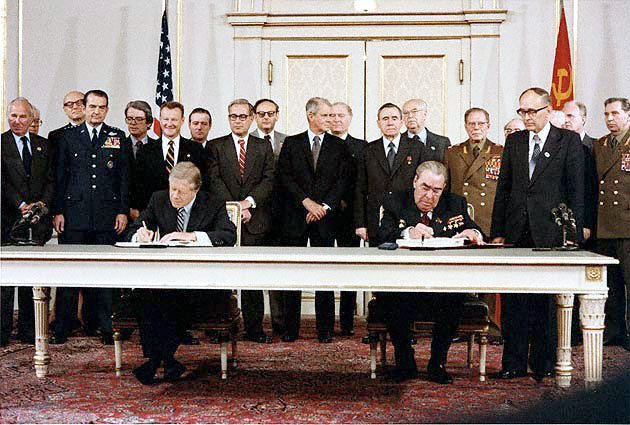
El presidente Carter junto con el secretario general soviético Leonid Brézhnev firman el SALT II en Viena, el 18 de junio de 1979.

Una de las claves de la política exterior de Carter, que conllevó un laborioso trabajo, fue la firma del Tratado SALT II (Conversaciones De Limitación de Armas Estratégicas»), que redujo el número de armas nucleares producidas o mantenidas tanto por los Estados Unidos como por la Unión Soviética. El trabajo de Gerald Ford y Richard Nixon había conducido al tratado SALT I, que redujo el número de armas nucleares producidos, pero Carter deseaba profundizar más en la reducción de este tipo de armamento. El objetivo principal de Carter, como señaló en su discurso inaugural, consistía en la desaparición completa de las armas nucleares en el mundo.
Con este fin, Carter y el líder de la Unión Soviética, Leonid Brézhnev, llegaron en 1979, al acuerdo del Tratado SALT II. Sin embargo el Congreso negó su ratificación, ya que muchos pensaban que la firma de los tratados debilitaría las defensas de Estados Unidos. Tras la intervención soviética en Afganistán a finales de 1979, Carter retiró el tratado de la consideración del Congreso y nunca se ratificó, aunque fue firmado por Carter y Brezhnev. Aun así, ambas potencias cumplieron los compromisos establecidos en las negociaciones firmadas por ambos dignatarios.

#### Intervención en Afganistán
Jimmy Carter se sorprendió mucho de la intervención soviética en Afganistán de diciembre de 1979 y rápidamente tomó medidas, entre ellas armar a los muyahidines. El vicepresidente Walter Mondale manifestó públicamente su desaprobación de la agresiva política que había adoptado la Unión Soviética.
Los soviéticos habían mantenido conversaciones previas con los dirigentes afganos que parecían indicar que no tenían intención de intervenir, sin embargo el Politburó, con muchas dudas, había considerado seriamente la posibilidad de actuar militarmente. Se ha argumentado que la ayuda financiera de Estados Unidos a los disidentes afganos, que incluían islamistas y otros militantes muyahidines afganos, y el deseo soviético de proteger al gobierno afgano de izquierda, fueron los factores que terminaron de convencer a los soviéticos para intervenir.
Por otra parte, buscando desestabilizar la zona, la CIA desde comienzos de la década de 1970 junto con los ingleses apoyaba los militantes muyahidines afganos y en 1975 había participado en un fallido intento de guerra civil, organizado desde Pakistán, que fue un rotundo fracaso; que proporcionó dinero y armas a los insurgentes fundamentalistas a través de Inter-Services Intelligence (ISI) (servicios secretos de Pakistán, en un programa denominado Operación Ciclón.
Estados Unidos comenzó a enviar en secreto ayuda financiera limitada para las facciones islamistas afganas el 3 de julio de 1978. En diciembre de 1979 la URSS derrocó al primer ministro Hafizullah Amín, a quien acusaba de agente de la CIA y que previamente había dado un golpe de Estado contra el gobierno legítimo de Nur Taraki. Los políticos estadounidenses, tanto republicanos como demócratas, decían que los soviéticos se estaban posicionando para dominar el petróleo del Medio Oriente. Otros creían que la Unión Soviética temía que la revolución e islamización de Afganistán se extendiera a la población musulmana de la URSS.
Después del derrocamiento de Amín, Carter anunció lo que se conoce como la Doctrina Carter, consistente en el compromiso estadounidense de usar la fuerza si fuera necesario para acceder a los recursos petrolíferos del Golfo Pérsico. El aumento de tensión entre los bloques causado por esta doctrina culminó con el boicoteo de los Juegos Olímpicos de Moscú de 1980, al que la URSS y sus aliados contestarían con su ausencia en los Juegos de Los Ángeles en 1984.
Asimismo se puso fin al tratado de Trigo Ruso, que tenía por objeto establecer un comercio con la URSS y disminuir las tensiones de la Guerra Fría. Las exportaciones de cereales había sido beneficiosas para los agricultores, y el embargo de Carter marcó el inicio de dificultades para los agricultores estadounidenses.
Carter y Brzezinski iniciaron un programa encubierto de entrenamiento de los muyahidines en Pakistán y Afganistán con objeto de frustrar los planes soviéticos. Las políticas diplomáticas de Carter hacia Pakistán cambiaron drásticamente. La administración había cortado la ayuda financiera al país a principios de 1979 cuando los fundamentalistas religiosos, alentados por la corriente de la dictadura militar islámica en Pakistán, quemaron la Embajada de los EE. UU. allí. La participación internacional en Pakistán, aumentó considerablemente con la intervención soviética. Al entonces presidente de Pakistán, el general Muhammad Zia-ul-Haq, se le ofrecieron 400 millones de dólares para subsidiar a los anticomunistas muyahidines en Afganistán. El general Zia declinó la oferta como insuficiente y EE. UU. se vio obligado a aumentar la ayuda a Pakistán.
Reagan posteriormente expandió en gran medida este programa. Los críticos con esta política culparon a Carter y Reagan de la inestabilidad de los gobiernos postsoviéticos de Afganistán, que ocasionó el surgimiento de una teocracia islámica en la región.

#### Crisis de los rehenes de Irán

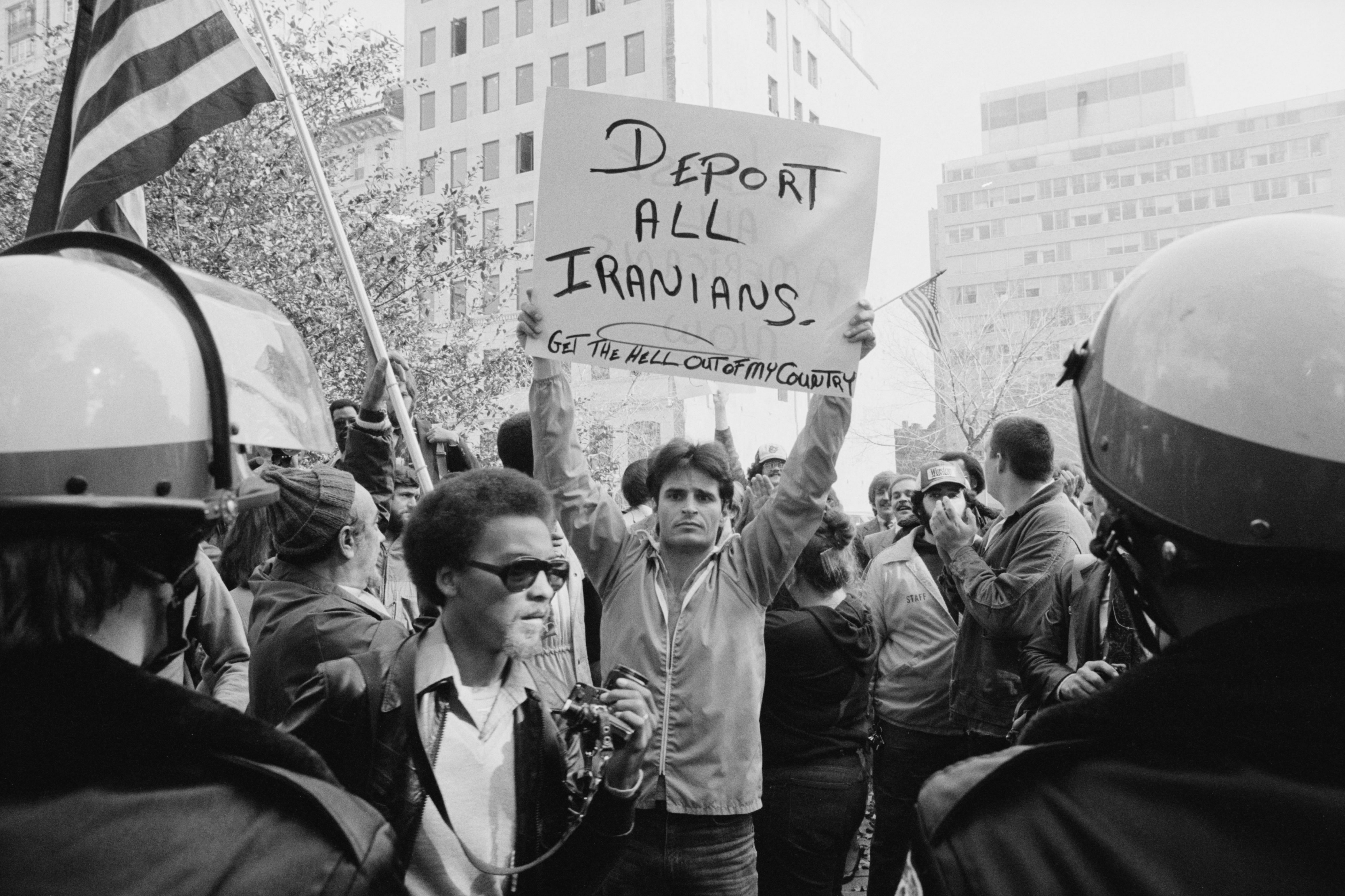
Protesta en Washington DC. El cartel dice: "Deportad a todos los iraníes".

El principal conflicto de Estados Unidos en materia de los derechos humanos llegó como consecuencia de las relaciones de Carter con el sah de Irán. El sah Mohammad Reza Pahlavi, había sido un fuerte aliado de los Estados Unidos desde la Segunda Guerra Mundial y uno de los denominados "pilares gemelos" en los que se basaba la política estratégica de Estados Unidos en el Oriente Medio, (el otro era Arabia Saudita). Sin embargo, el sah había ejercido un gobierno fuertemente autocrático, que fue visto como desafiadoramente cleptocrático en su país. En 1953 organizó, junto con la administración de Eisenhower, un golpe de Estado para eliminar al elegido primer ministro, Mohammed Mossadegh.[cita requerida]
En una visita de estado a Irán durante 1978, Carter habló públicamente en favor del sah, denominándolo "líder de la sabiduría suprema" y pilar de la estabilidad en el volátil Oriente Medio, en un discurso que nunca fue difundido en la televisión estadounidense. Cuando poco después estalló la Revolución iraní y el sah fue derrocado, Estados Unidos no intervino directamente y el sah tuvo que marchar hacia un exilio permanente, en enero de 1979. Carter inicialmente le negó la entrada a Estados Unidos, incluso por razones de urgencia médica.
A pesar de su negativa inicial a la entrada del sah en los Estados Unidos, el 22 de octubre de 1979, Carter le concedió permiso de entrada y asilo temporal durante la duración de su tratamiento contra el cáncer, el sah volvió a Panamá el 15 de diciembre de 1979. Sin embargo, en noviembre de ese mismo año, como respuesta a la entrada del sah en EE. UU., militantes iraníes tomaron la embajada estadounidense en Teherán, reteniendo a 52 estadounidenses como rehenes. Los iraníes exigían a cambio de su liberación:
- El regreso del sah a Irán para ser sometido a juicio.
- La devolución al pueblo iraní de la riqueza acumulada por el sah.
- El reconocimiento de la culpabilidad de Estados Unidos por sus acciones pasadas en Irán, y la solicitud de disculpas.
- La promesa de Estados Unidos de no interferir en el futuro en los asuntos de Irán.

Aunque ese mismo año, el sah salió de Estados Unidos, moriría en Egipto en 1980. La crisis de los rehenes continuó y dominó el último año de la presidencia de Carter. La subsiguiente respuesta a la crisis - desde la estrategia de "Rose Garden" de permanecer dentro de la Casa Blanca, hasta el intento fallido de rescatar a los rehenes por medios militares (Operación Garra de Águila), fueron en gran medida los responsables en la derrota electoral de Carter en las en las presidenciales de 1980. El 14 de noviembre de 1979, después de la toma de los rehenes, Carter dictó la Orden Ejecutiva 12170, que bloqueaba las propiedades del Gobierno iraní, congelando cuentas bancarias del gobierno iraní en los bancos de Estados Unidos, por un total de 8000 millones de dólares estadounidenses de ese tiempo. Estos embargos se utilizaron como moneda de cambio para la liberación de los rehenes.
En los días anteriores a que Ronald Reagan asumiera la presidencia de Estados Unidos después de su victoria electoral, el diplomático argelino Abdulkarim Ghuraib había iniciado las negociaciones entre Estados Unidos e Irán, que culminaron en los "Acuerdos de Argel" del 19 de enero de 1981, justo un día antes de que finalizase la presidencia de Carter. Los acuerdos implicaban el compromiso de Irán de liberar a los rehenes de inmediato. Además, las Órdenes Ejecutivas 12277 y 12.285 dictadas por Carter, suponían la liberación de todos los bienes pertenecientes al gobierno iraní y de todos los activos pertenecientes al sah que se encontraban en los Estados Unidos, así como la garantía de que los rehenes no ejercerían ningún tipo de reclamación legal contra el gobierno iraní con motivo del secuestro. Irán, igualmente, accedió a colocar 100.000 millones de dólares de los activos congelados en una cuenta de garantía bloqueada, acordando Irán y los Estados Unidos la creación de un tribunal para dirimir las denuncias de ciudadanos norteamericanos por las pérdidas ocasionadas por el Gobiernop iraní. Este tribunal conocido como Tribunal de Reclamaciones Irán-Estados Unidos, otorgaría más de dos mil millones de dólares a reclamantes de Estados Unidos y ha sido descrito como uno de los órganos de arbitraje más importantes en la historia del derecho internacional. 
Aunque la liberación de los rehenes fue negociada y garantizada por el gobierno de Carter, los rehenes no fueron liberados hasta el 20 de enero de 1981, momentos después de que Reagan hubiese tomado posesión como presidente.

### Elecciones de 1980

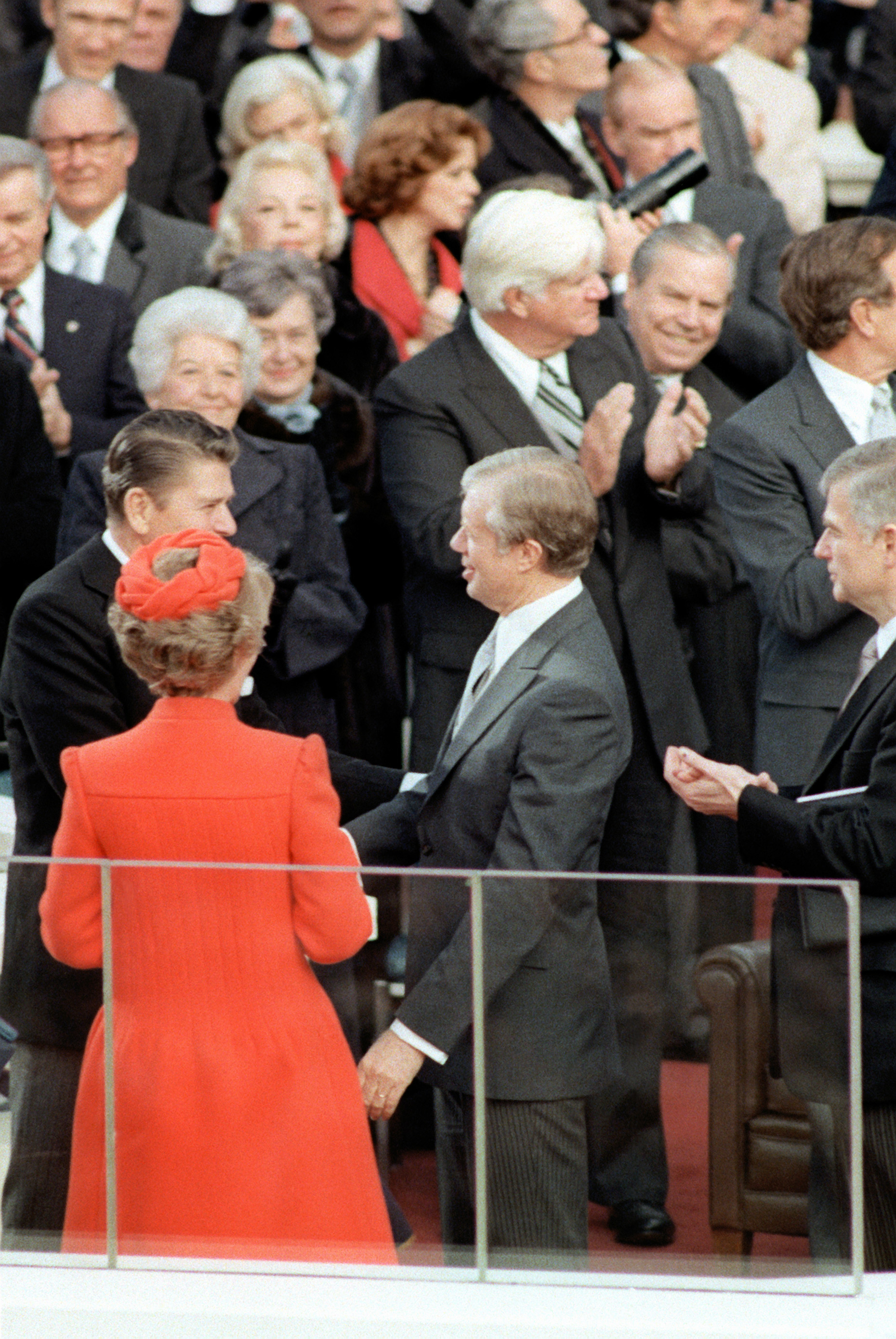
Reagan recibe la felicitación de Jimmy Carter, durante su toma de posesión de presidente de Estados Unidos (20 de enero de 1981).

Mapa electoral de las elecciones de 1980.

A finales de 1979, un año antes de las elecciones, Carter marchaba muy por detrás en las preferencias de los ciudadanos, incluso los observadores políticos pensaban que podría ser sustituido por Edward Kennedy como candidato del partido demócrata. Sin embargo algunos hechos del escenario internacional, como la toma de los rehenes de la embajada en Irán y la invasión rusa de Afganistán mejoraron su posición en las encuestas y lo empujaron lo suficiente para lograr la nominación de su partido. El posterior fracaso del rescate de los rehenes hundió de nuevo su imagen de cara a la reelección.
Carter perdió las elecciones contra el republicano Ronald Reagan. El reparto de votos fue 43,9 millones, que representaban el 50,7% del total, para Reagan y 35,5 millones de votos, que representaban el 41%, para Carter. El candidato independiente John B. Anderson obtuvo 5,7 millones de votos, un 6,6% del total. Sin embargo, el hecho de que los apoyos a Carter no se concentraran en una región geográfica concreta, provocó que Reagan obtuviera una victoria muy clara del 91% de los compromisarios, dejando a Carter con solo seis estados y el Distrito de Columbia. Reagan consiguió un total de 489 votos electorales frente a 49 de Carter.
La derrota de Carter marcó la primera vez que un presidente en funciones no lograba obtener un segundo mandato desde la presidencia de Herbert Hoover en 1932. Carter pudo cumplir su promesa de la liberación con vida de los 52 rehenes de la embajada de Estados Unidos en Irán, pero no logró asegurar su liberación antes de las elecciones. Carter negoció en última instancia su liberación, aunque Irán no accedió a la misma hasta unos minutos después de que Ronald Reagan asumiese el cargo de presidente. En reconocimiento de su intervención, Reagan le pidió que fuera a Alemania Occidental para recibir a los rehenes tras su liberación.
Durante la campaña, Carter fue objeto de burla por el denominado incidente del conejo, un encuentro con un conejo de pantano mientras pescaba, el 20 de abril de 1979.

### Gabinete
| Secretarios del Gobierno de Jimmy Carter     | Secretarios del Gobierno de Jimmy Carter   | Secretarios del Gobierno de Jimmy Carter                                                  |
| Cartera                                      | Titular                                    | Período                                                                                   |
| -------------------------------------------- | ------------------------------------------ | ----------------------------------------------------------------------------------------- |
| Departamento de Estado                       | Cyrus Vance Edmund Muskie                  | 20 de enero de 1977-28 de abril de 1980 28 de abril de 1980-20 de enero de 1981           |
| Departamento del Tesoro                      | W. Michael Blumenthal G. William Miller    | 20 de enero de 1977-4 de agosto de 1979 7 de agosto de 1979-20 de enero de 1981           |
| Departamento de Defensa                      | Harold Brown                               | 20 de enero de 1977-20 de enero de 1981                                                   |
| Departamento de Justicia                     | Griffin Bell Benjamin R. Civiletti         | 20 de enero de 1977-16 de agosto de 1979 16 de agosto de 1979-20 de enero de 1981         |
| Departamento del Interior                    | Cecil D. Andrus                            | 20 de enero de 1977-20 de enero de 1981                                                   |
| Departamento de Agricultura                  | Robert Bergland                            | 20 de enero de 1977-20 de enero de 1981                                                   |
| Departamento de Comercio                     | Juanita M. Kreps Philip M. Klutznick       | 20 de enero de 1977-31 de octubre de 1979 9 de enero de 1980-20 de enero de 1981          |
| Departamento de Trabajo                      | Ray Marshall                               | 20 de enero de 1977-20 de enero de 1981                                                   |
| Departamento de Salud, Educación y Bienestar | Joseph A. Califano, Jr.                    | 20 de enero de 1977-3 de agosto de 1979                                                   |
| Departamento de Salud y Servicios Sociales   | Patricia Roberts Harris                    | 3 de agosto de 1979-20 de enero de 1981                                                   |
| Departamento de Educación                    | Shirley M. Hufstedler                      | 3 de agosto de 1979-20 de enero de 1981                                                   |
| Departamento de Vivienda y Desarrollo Urbano | Patricia R. Harris Maurice "Moon" Landrieu | 23 de enero de 1977-10 de septiembre de 1979 10 de septiembre de 1979-20 de enero de 1981 |
| Departamento de Transporte                   | Brock Adams Neil E. Goldschmidt            | 20 de enero de 1977-20 de julio de 1979 15 de agosto de 1979-20 de enero de 1981          |
| Departamento de Energía                      | James Schlesinger Charles W. Duncan        | 6 de agosto de 1977-23 de agosto de 1979 23 de agosto de 1979-20 de enero de 1981         |

## Postpresidencia

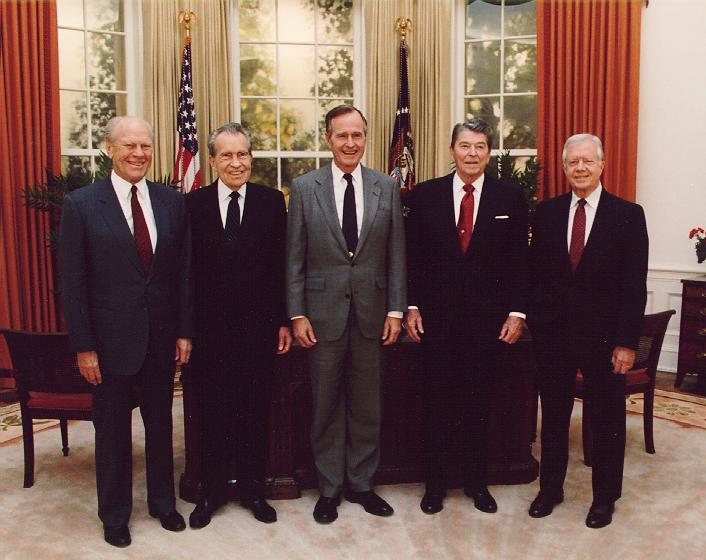
Los presidentes Gerald Ford, Richard Nixon, George H. W. Bush, Ronald Reagan y Jimmy Carter (de izquierda a derecha) en una reproducción del Despacho Oval durante la inauguración de la Biblioteca y Museo Presidencial de Ronald Reagan en 1991.

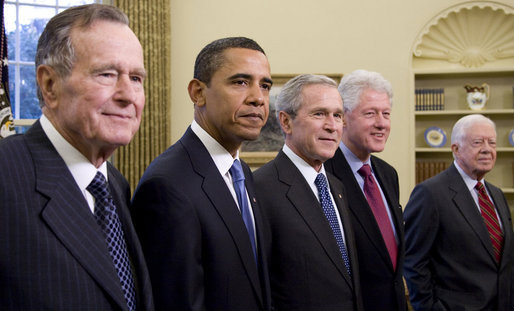
Reunión de mandatarios estadounidenses, 7 de enero de 2009. De izquierda a derecha: George H. W. Bush, Barack Obama, George W. Bush, Bill Clinton y Jimmy Carter.

En 1981, Carter regresó al cultivo de cacahuates en Georgia, que había colocado en un fideicomiso ciego durante su presidencia para evitar incluso la apariencia de conflicto de intereses. Encontró que los fideicomisarios habían manejado mal la actividad, dejándolo con más de un millón de dólares en deuda. En los años siguientes, ha llevado una vida activa, con la fundación del Centro Carter, la constitución de su biblioteca presidencial, la enseñanza en la Universidad Emory en Atlanta y con la publicación de varios libros.

### Legado
Al dejar el cargo, su presidencia fue valorada por la mayoría como un fracaso. En la clasificación histórica de presidentes de Estados Unidos, la presidencia de Carter ha oscilado entre el puesto 19 y el 34. Si bien la presidencia de Carter recibió críticas mixtas de algunos historiadores, su lucha por la paz por encima de todo y sus esfuerzos humanitarios desde que abandonó la presidencia le han llevado a ser ampliamente reconocido como uno de los más exitosos expresidentes en la historia de Estados Unidos.
Jimmy Carter y su vicepresidente Walter Mondale han sido el equipo más longevo después de la presidencia en la historia estadounidense. El 11 de diciembre de 2006, cumplieron 25 años y 325 días desde que dejaron sus cargos, superando el récord anterior establecido por el presidente John Adams y Thomas Jefferson como vicepresidente, que murieron el 4 de julio de 1826. En agosto de 2012 ha superado a Herbert Hoover como presidente que más ha vivido desde el término de su mandato.

Jimmy Carter fue uno de los cuatro presidentes, y el único en la historia moderna de Estados Unidos, que no tuvo la oportunidad de nombrar a un juez para que integrase en la Corte suprema.

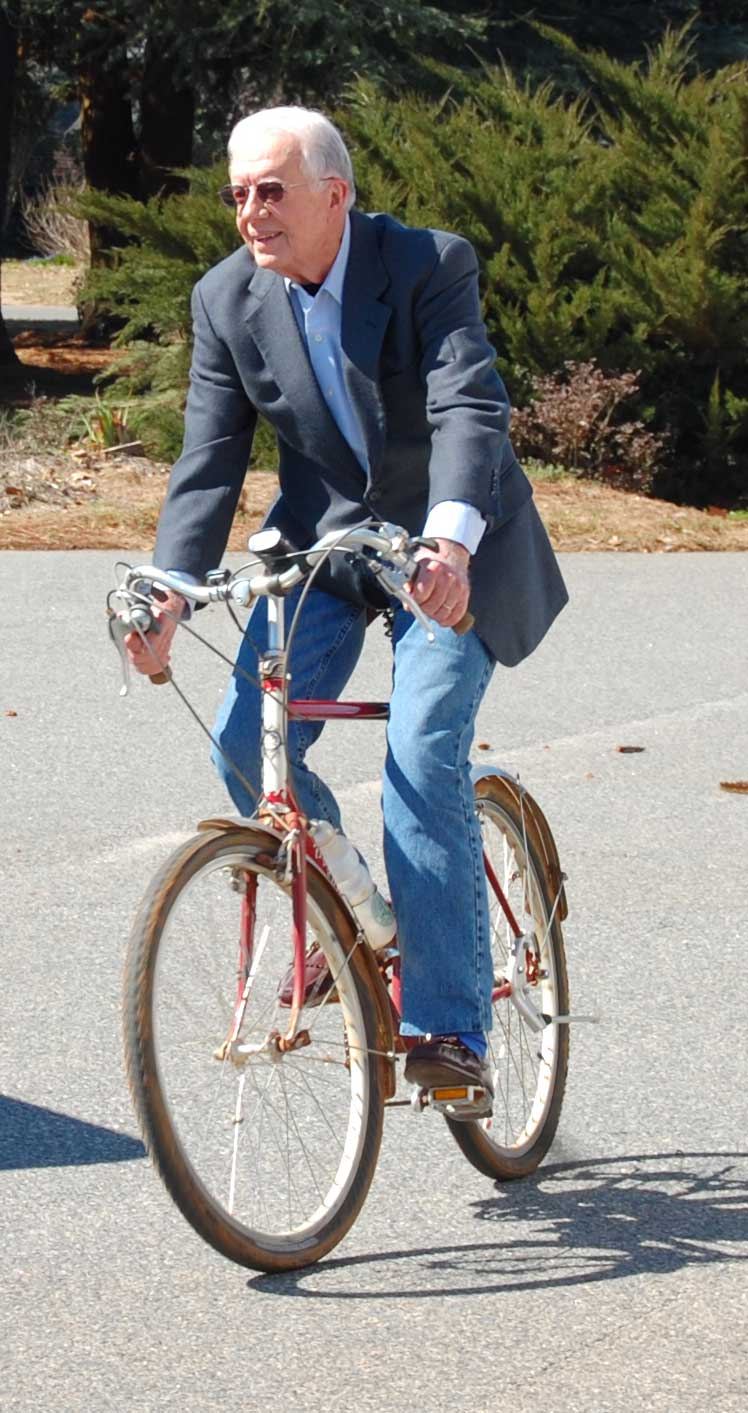
Carter montando en bicicleta (2008).

### Imagen pública
El diario The Independent publicó:

(...) Carter es ampliamente considerado como mejor hombre que presidente.

Carter inició su mandato con un índice de 66% de aprobación, pero esta se redujo a un 34% en el momento de dejar el cargo, con el 55% de desaprobación.
Las encuestas a comienzos de la campaña presidencial de 1976 sugirieron que muchos no le perdonaban a Gerald Ford su relación con Richard Nixon y el escándalo Watergate. Carter, en comparación, parecía un honesto, sincero y bien intencionado sureño.
Esta situación cambió cuando Carter se postuló para la reelección, cuando la autoconfianza de Ronald Reagan contrastó con el temperamento serio e introspectivo de Carter. La atención personal de Carter a los detalles y su aparente indecisión y debilidad se vieron acentuados por el encanto que Reagan despertó entre los votantes. En última instancia, la combinación de los problemas económicos, la crisis de los rehenes de Irán, y la falta de cooperación de Washington le hizo fácil a Reagan presentar a Carter como un líder ineficaz.
Desde que dejó la presidencia, la reputación de Carter ha mejorado mucho. El índice de aprobación presidencial de Carter, que tuvo su cima en un 31% justo antes de las elecciones de 1980, se encontraba a principios de 2009 en el 64%. La pospresidencia de Carter también ha tenido una acogida favorable. Carter explica que una gran parte de este cambio se debió al sucesor de Reagan, George H. W. Bush, quien lo buscó activamente y fue mucho más amable e interesado en su consejo de lo que había sido Reagan. Carter ha mantenido relaciones de trabajo con los expresidentes George H. W. Bush, Bill Clinton y George W. Bush, y a pesar de sus diferencias políticas, los tres se han convertido en buenos amigos durante años trabajando juntos en varios proyectos humanitarios.

### Centro Carter

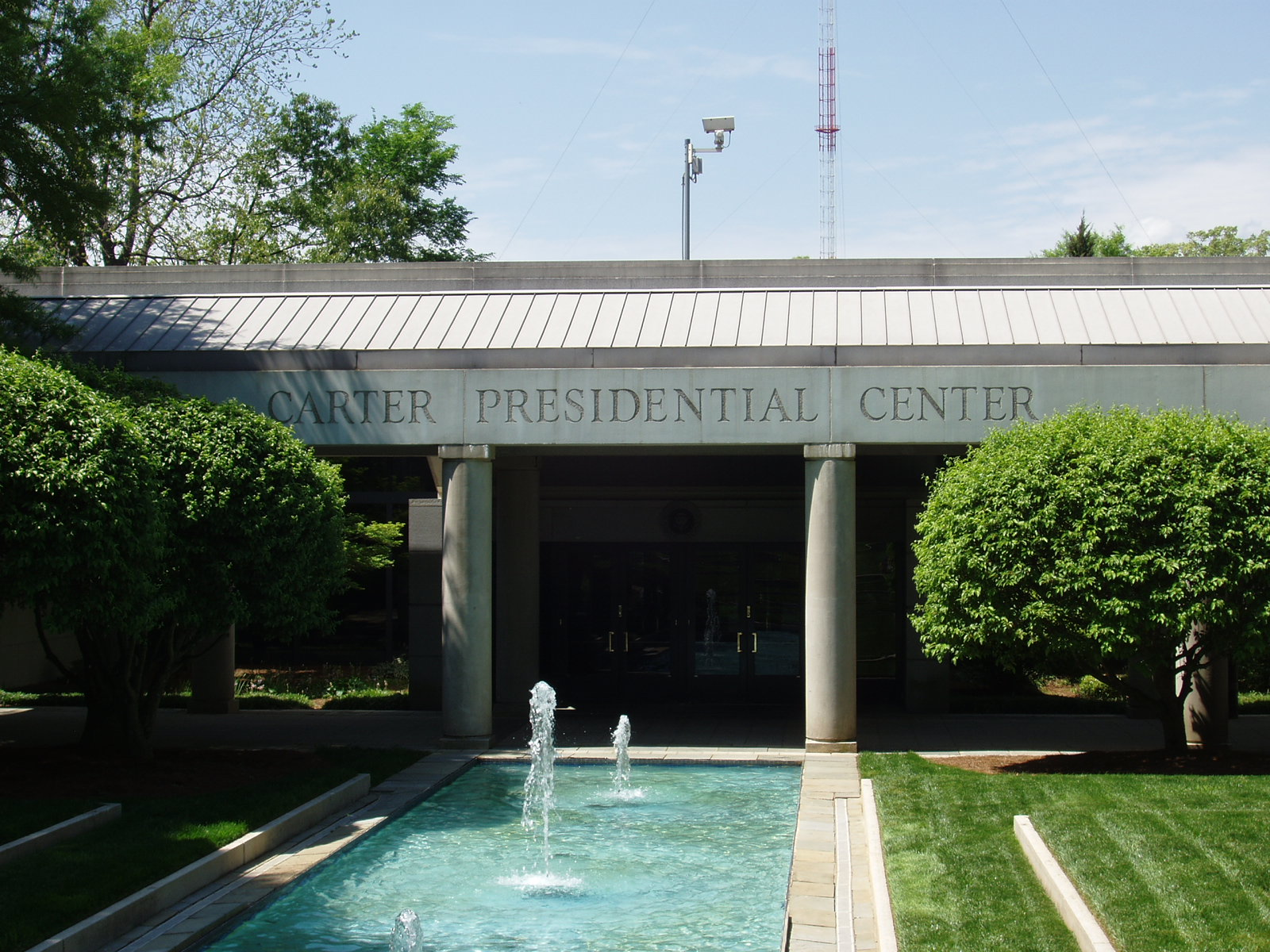
La Biblioteca Presidencial Jimmy Carter.

Como presidente, Carter expresó su objetivo de hacer un gobierno que fuera "competente y compasivo." En la búsqueda de esa visión, ha estado implicado en una variedad de políticas públicas nacionales e internacionales, la resolución de conflictos, derechos humanos y causas benéficas.
En 1982, fundó el Centro Carter en Atlanta para promover los derechos humanos y aliviar el sufrimiento humano innecesario. Esta institución no gubernamental, sin ánimo de lucro, promueve la democracia, busca la mediación y la prevención de conflictos y supervisa el proceso electoral en apoyo de elecciones libres y justas. Además, trabaja para mejorar la salud global a través del control y la erradicación de enfermedades como la Dracunculiasis, la oncocercosis, el paludismo, el tracoma, la filariasis linfática y la esquistosomiasis. También lucha para disminuir el estigma de enfermedades mentales y mejorar la nutrición mediante el aumento de la producción de los cultivos en África. Un gran logro de este Centro ha sido la eliminación de más del 99% de los casos de enfermedad del gusano de Guinea, un parásito debilitante que ha existido desde la antigüedad, de 3,5 millones de casos estimados en 1986 se ha pasado a menos de 10 000 en 2007. El Centro Carter ha supervisado 70 elecciones en 28 países desde 1989. Se ha trabajado para resolver los conflictos en Haití, Bosnia, Etiopía, Corea del Norte, Sudán, Venezuela y otros países. El Centro Carter apoya activamente a los defensores de los derechos humanos en todo el mundo y han intervenido con jefes de Estado en su nombre.

### Premio Nobel de la Paz
En 2002, el expresidente Carter recibió el Premio Nobel de la Paz por su trabajo para encontrar soluciones pacíficas a los conflictos internacionales, promover la democracia, los derechos humanos y el desarrollo económico y social a través del Centro Carter. Tres presidentes, Theodore Roosevelt, Woodrow Wilson y Barack Obama, han recibido el premio durante sus presidencias, Carter fue el único en recibir el premio por sus acciones después de dejar la presidencia. Es, junto con Martin Luther King, Jr., uno de los dos georgianos nativos en recibir el Nobel.

### Diplomacia

#### Corea del Norte
En 1994, Corea del Norte había expulsado a los investigadores del Organismo Internacional de Energía Atómica y amenazaba con empezar a procesar combustible nuclear gastado. En respuesta, el entonces presidente Bill Clinton presionó para que se impusieran sanciones y ordenó el envío de grandes cantidades de tropas y vehículos a la zona para prepararse para la guerra.
Clinton reclutó a Carter en secreto, para llevar a cabo una misión de paz en Corea del Norte, bajo la apariencia de una misión privada de Carter, Clinton vio en Carter una manera de que el presidente de Corea del Norte, Kim Il-sung, diese marcha atrás sin quebrantar su reputación.
Carter negoció un acuerdo con Kim Il-sung, pero fue más allá y diseñó también un tratado, que anunció en la CNN, sin la autorización de la Casa Blanca, como una manera de forzar a los Estados Unidos a la acción. La Administración de Clinton firmó una versión posterior del Agreed Framework, en virtud del cual Corea del Norte acordó congelar y finalmente desmantelar su programa nuclear y cumplir con sus obligaciones de no proliferación, a cambio de entregas de petróleo, la construcción de dos reactores de agua ligera para reemplazar sus reactores de grafito y discusiones para el eventual establecimiento de relaciones diplomáticas. El acuerdo fue aclamado en su momento como un logro diplomático importante. Sin embargo, en diciembre de 2002, los Acuerdos de Framework se vinieron abajo como consecuencia de una disputa entre el gobierno de George W. Bush y el gobierno de Corea del Norte de Kim Jong-il. En 2001, el presidente George W. Bush había decidido adoptar una posición de confrontación hacia Corea del Norte y en enero de 2002, incluyó a este país como parte de un "eje del mal". Mientras tanto, Corea del Norte comenzó a desarrollar la capacidad de enriquecer uranio. Bush y otros opositores de la Administración estadounidense a los Acuerdos de Framework creían que el gobierno de Corea del Norte nunca estuvo dispuesto a ceder su programa de armas nucleares, por el contrario los partidarios del acuerdo pensaban que este podría haber sido un éxito y que fue socavado.

#### Oriente Medio
Carter y los expertos del Centro Carter asistieron a las negociaciones no oficiales entre israelíes y palestinos para el diseño de un modelo de acuerdo de paz, llamado el Acuerdo de Ginebra, en el período 2002-2003. Carter también se ha convertido en los últimos años en un crítico frecuente de las políticas de Israel en el Líbano, Cisjordania y Gaza.
En abril de 2008, el periódico árabe con sede en Londres, Al-Hayat, informó que Carter se reunió con el líder de Hamás, Khaled Mashaal en su visita a Siria. El Centro Carter inicialmente no confirmó ni negó la historia. El Departamento de Estado de los Estados Unidos considera Hamás como una organización terrorista. En este viaje de Medio Oriente, Carter también colocó una ofrenda floral en la tumba de Yasser Arafat en Ramallah, el 14 de abril de 2008. Carter dijo el 23 de abril que ni Condoleezza Rice ni nadie en el Departamento de Estado le había advertido de que no se reuniera con los líderes de Hamás durante su viaje. Carter conversó con Mashaal respecto a varios asuntos, entre ellos "fórmulas de intercambio de prisioneros para obtener la liberación del cabo Shalit."
En mayo de 2007, mientras que el argumento de que Estados Unidos debe hablar directamente a Irán, Carter afirmó que Israel tenía 150 armas nucleares en su arsenal.
En diciembre de 2008, Carter visitó Damasco nuevamente, donde se reunió con presidente sirio Bashar Assad, y el líder del Hamás. Durante su visita, concedió una entrevista exclusiva a la revista "Adelante", la primera entrevista para cualquier presidente estadounidense, actual o anterior, con medios de comunicación sirios que han tenido éxito.

#### África
Carter celebró cumbres en Egipto y Túnez en el período 1995-1996 para abordar la violencia en la región de los Grandes Lagos de África y jugó un papel clave en la negociación del Acuerdo de Nairobi de 1999 entre Sudán y Uganda.
El 18 de julio de 2007, Carter se reunió con Nelson Mandela en Johannesburgo, Sudáfrica, para anunciar su participación en una nueva organización humanitaria llamada Global Elders. En octubre de 2007, Carter visitó Darfur con varios de los miembros de los Global Elders, entre ellos Desmond Tutu. Las seguridades sudanesas le impidieron visitar a un líder tribal de Darfur, lo que provocó una acalorada discusión.
El 18 de junio de 2007, Carter, acompañado de su esposa, llegó a Dublín, Irlanda, para sostener conversaciones con la presidenta Mary McAleese y Bertie Ahern en materia de derechos humanos. El 19 de junio, Carter asistió y habló en el Foro Anual de Derechos Humanos en Croke Park. Un acuerdo entre la Ayuda Irlandesa y el Centro Carter, se firmó también en este día.
En noviembre de 2008, Carter, el exsecretario general de las Naciones Unidas, Kofi Annan, y Graca Machel, esposa de Nelson Mandela, intentaron entrar en Zimbabue, para inspeccionar la situación de los derechos humanos, siéndole impedido el paso por parte del gobierno del presidente Robert Mugabe.

#### Latinoamérica
Carter encabezó una misión a Haití en 1994 con el senador Sam Nunn y el expresidente del Estado Mayor Conjunto de los Estados Unidos, el general Colin Powell, para evitar una invasión multinacional encabezada por Estados Unidos y restaurar el poder al presidente democráticamente electo de este país, Jean-Bertrand Aristide.
Carter visitó Cuba en mayo de 2002 y mantuvo conversaciones con Fidel Castro y el gobierno cubano. Se le permitió dirigirse al público sin censura en la televisión y la radio nacionales cubanas, con un discurso que escribió y presentó en español. En el discurso, pidió a los Estados Unidos poner fin a "un embargo económico ineficaz de 43 años de edad" y a Castro a celebrar elecciones libres, mejorar los derechos humanos, y permitir más libertades civiles. Se reunió con los disidentes políticos, visitó un hospital de SIDA, una escuela de medicina, un centro de biotecnología, una cooperativa de producción agrícola y una escuela para niños discapacitados y realizó un lanzamiento de honor en un partido de béisbol en La Habana. La visita de Carter marcó la primera a la isla desde la Revolución cubana de 1959, de un presidente de los Estados Unidos, dentro o fuera de la presidencia.
Carter visitó como observador las elecciones de Venezuela el 15 de agosto de 2004. Los observadores de la Unión Europea se había negado a participar, manifestando que el gobierno de Hugo Chávez les imponía demasiadas restricciones. El Centro Carter declaró que el proceso "sufrió numerosas irregularidades", pero dijo que no observó ni recibió "pruebas de fraude que hubieran cambiado el resultado de la votación". En la tarde del 16 de agosto de 2004, el día después de la votación, Carter y el secretario general de la Organización de los Estados Americanos (OEA), César Gaviria, dieron una conferencia de prensa conjunta en la que aprobaban los resultados preliminares anunciados por el Consejo Nacional Electoral. Las conclusiones de la monitores ", coincidió con las declaraciones parciales anunciados hoy por el Consejo Nacional Electoral", dijo Carter, mientras que Gaviria agregó que los miembros de la misión de observación electoral de la OEA no había "encontrado ningún elemento de fraude en el proceso." Dirigiendo sus comentarios a las figuras de la oposición que hicieron las denuncias de "fraude generalizado" en la votación, Carter pidió a todos los venezolanos a "aceptar los resultados y trabajar juntos para el futuro". Sin embargo, una encuesta a pie de urnas realizado por Penn, Schoen & Berland Associates (PSB ) había predicho que Chávez perdería por 20%, cuando los resultados electorales mostraron una victoria del 20%, Schoen, comentó: "Creo que fue un fraude masivo".
A raíz de la ruptura de relaciones diplomáticas entre Ecuador y Colombia en marzo de 2008, Carter medió un acuerdo entre los presidentes de ambos países para el restablecimiento de relaciones diplomáticas de bajo nivel, que fue anunciado el 8 de junio de 2008.

## Posiciones ideológicas

### Crítica a la política estadounidense
En 2001, Carter criticó el controvertido indulto de Marc Rich, aprobado por el presidente Bill Clinton, calificándolo de "vergonzoso" sugiriendo que las contribuciones financieras de Rich al Partido Demócrata fueron un factor en la decisión de Clinton.
Carter también fue crítico de la presidencia de George W. Bush y la guerra de Irak. En un editorial de 2003 del The New York Times, Carter advirtió contra las consecuencias de una guerra en Irak y llamó a la moderación en el uso de la fuerza militar. En marzo de 2004, Carter también acusó a George W. Bush y Tony Blair de librar una guerra innecesaria, basada en mentiras y malas interpretaciones para derrocar a Saddam Hussein. En agosto de 2006, Carter criticó a Blair por ser "servil" a la administración de Bush y acusó a Blair de dar apoyo incondicional a las políticas de Bush en Irak. En mayo de 2007 en una entrevista con Arkansas Democrat-Gazette de Arkansas, manifestó:

Creo que, en materia de asuntos exteriores, esta administración ha sido la peor de la historia por el impacto adverso de la nación en el mundo

El 19 de mayo de 2007, Blair hizo su última visita a Irak antes de dimitir como primer ministro británico y Carter aprovechó la ocasión para criticarlo una vez más. Carter dijo a la BBC que Blair era "aparentemente servil" a Bush y lo criticó por su "apoyo incondicional" de la guerra de Irak. Carter describió las acciones de Blair como "abominables" y afirmó que "el apoyo del primer ministro británico casi sin desviarse de las políticas desacertadas del presidente Bush en Irak habían sido una gran tragedia para el mundo. Carter manifestó que creía que Blair se había distanciado de la administración de Bush durante el período previo a la invasión de Irak en 2003, se pudo haber hecho una diferencia crucial a la opinión pública y política de América, y por lo tanto la invasión no hubiera seguido adelante. Carter expresó su esperanza de que el sucesor de Blair, Gordon Brown, fuese «menos entusiasta» con la política de Bush en Irak.
En junio de 2005, Carter instó el cierre de la prisión de la Bahía de Guantánamo en Cuba, que ha sido un punto focal para las demandas recientes de abusos de prisioneros.
En septiembre de 2006, Carter fue entrevistado por la BBC Newsnight que era un programa que trataba de asuntos de actualidad, expresando su preocupación por la creciente influencia de la Derecha Religiosa en la política de los EE. UU.
El 3 de junio de 2008, cerca del final de las primarias, Carter, en su condición de expresidente, fue nombrado superdelegado en la Convención Nacional Demócrata, anunciando su respaldo al senador y posterior presidente, Barack Obama.
En 2009 puso peso detrás de las acusaciones de presidente venezolano Hugo Chávez, referentes a la participación de Estados Unidos en el intento golpe de Estado en Venezuela de 2002 perpetrado por una Junta cívica-militar, manifestando que Washington conocía la existencia del golpe y pudo haber tomado parte.

### Pena de muerte
Carter continuó manifestándose en contra de la pena de muerte en Estados Unidos y en el resto del mundo. Más recientemente, en su carta al gobernador de Nuevo México, Bill Richardson, le instó a firmar un proyecto de ley para eliminar la pena de muerte e instituir la cadena perpetua sin libertad condicional. La ley fue aprobado por la Cámara y el Senado estatal. Carter escribió:

Como ustedes saben, los Estados Unidos es uno de los pocos países, junto con naciones como Arabia Saudita, China y Cuba, que aún llevan a cabo la pena de muerte a pesar de la tragedia en curso de condena injusta discriminación racial y de clase. Las disparidades basadas en eso, hacen imposible la aplicación justa de este castigo máximo.

Carter también pidió la conmutación de la pena de muerte para muchos presos ya condenados, entre los que se incluyen Brian K. Baldwin (ejecutado en 1999 en Alabama), Kenneth Foster (pena conmutada en Texas en 2007) y Troy Anthony Davis (de Georgia).

### Aborto
Carter se oponía personalmente al aborto, aunque apoyó su legalización después de la histórica sentencia de 1973 de la Corte Suprema de los Estados Unidos, a raíz del Caso Roe contra Wade, en la que se reconocía, aunque con limitaciones, el derecho a la interrupción voluntaria del embarazo. Uno de los puntos calientes durante su campaña electoral a Presidente fue precisamente el tema del aborto. Siendo candidato, bajo la presión de sus consejeros no pudo manifestar claramente su postura al respecto, por lo que se mostró ambiguo, lo que le valió la crítica tanto de las corrientes abortistas como provida.
Ya instalado en la Casa Blanca, adoptó una política pragmática, eligiendo como personas de confianza a mujeres que se manifestaban proelección, pero nombrando como Secretario de Salud y Educación a Joseph Califano (que era contrario al aborto) y aumentando las ayudas federales a los centros de planificación familiar como alternativa al aborto. Su falta de apoyo al incremento de fondos federales para la práctica de abortos le valió la crítica de la Unión Estadounidense por las Libertades Civiles, que alegaba que no hizo lo suficiente para encontrar alternativas a este problema.
En declaraciones posteriores, Carter manifestó:

«Ese era uno de los principales problemas a los que me enfrenté cuando era presidente, porque tuve que garantizar el cumplimiento de Roe v. Wade (la sentencia del Supremo del aborto), y aun así hice lo que pude para minimizar la necesidad de que se produjeran abortos. Facilité las adopciones...»

### Tortura
En una entrevista de 2008 con Amnistía Internacional, Carter criticó el uso de la tortura en la Bahía de Guantánamo, manifestó que: contraviene los principios básicos sobre los que se fundó esta nación. Dijo que el próximo presidente debería pedir disculpas públicamente en su toma de posesión, y declarar que los Estados Unidos nunca más torturaría a los prisioneros.

## Libros
Carter fue un autor prolífico en su pospresidencia, habiendo escrito más de una veintena de libros. Entre ellos se encuentra la primera novela de ficción escrita por un expresidente de los Estados Unidos, The Hornets Nest, además de uno coescrito con su esposa, Rosalynn, y un libro para niños ilustrado por su hija, Amy. Cubren una gran variedad de temas, incluyendo el trabajo humanitario, el envejecimiento, la religión, los derechos humanos y la poesía.

## Ministerio

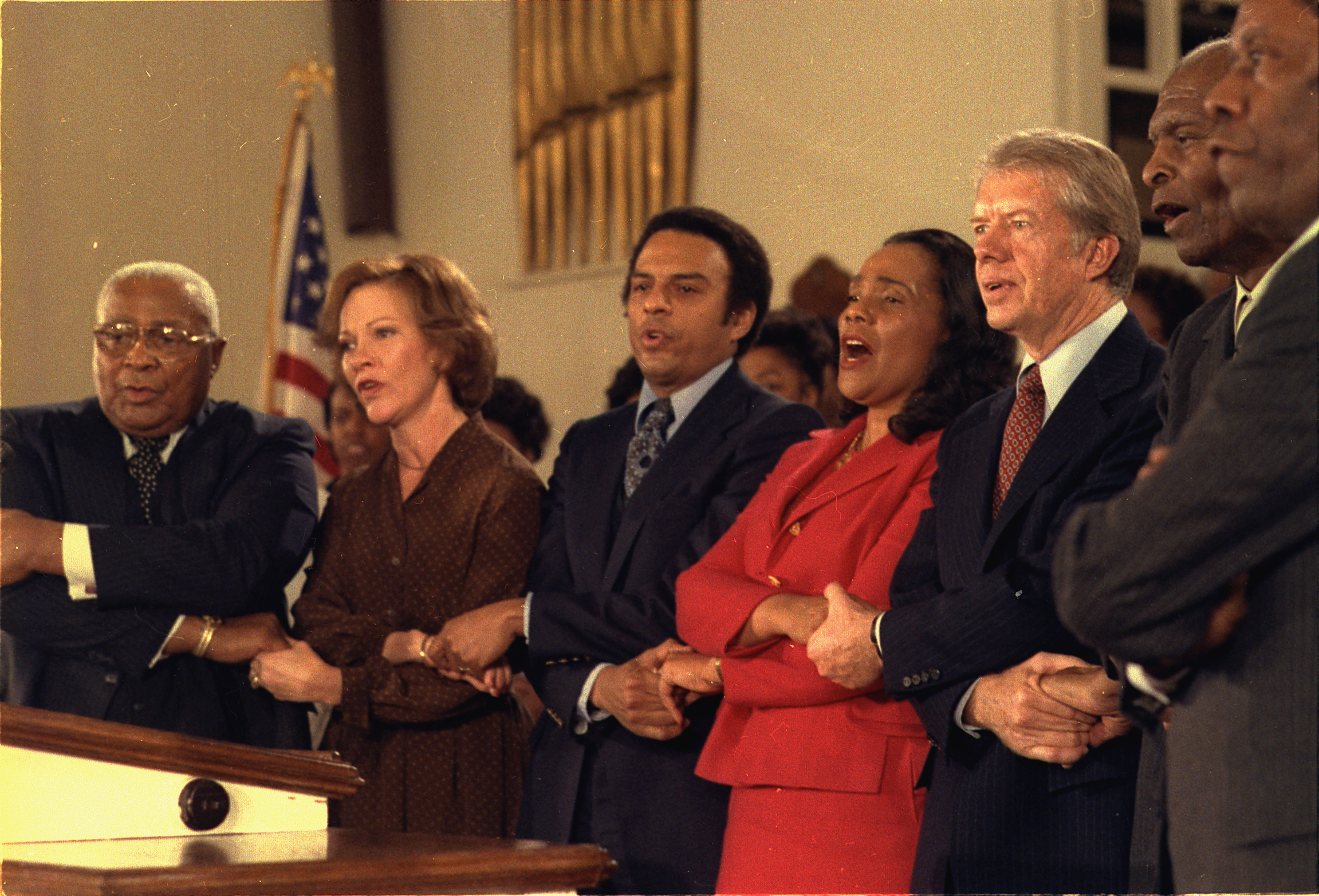
Martin Luther King Sr., Rosalynn Carter, Andrew Young, Coretta Scott King y el presidente Jimmy Carter en la Iglesia Bautista Ebenezer en Atlanta en 1979.

A la edad de 18 años, se convirtió en diácono en la iglesia bautista Maranatha, en Plains (Georgia), donde enseñaba en la escuela dominical.
En 2007, fundó la organización Nueva Alianza Bautista para la justicia social.

## Muerte

Jimmy Carter en 2014.

El 29 de diciembre de 2024, el hijo de Carter, James E. Carter III, anunció su muerte. Esto siguió a su decisión en febrero de 2023 de ingresar a cuidados paliativos después de que le diagnosticaran un melanoma que hizo metástasis en el cerebro y el hígado.
Poco después del anuncio, el presidente Joe Biden hizo pública una declaración en la que honraba el legado de Carter, calificándolo de «hombre de principios, fe y humildad».

### Funeral de Estado
Se estipuló que el cuerpo de Carter fuese trasladado a Atlanta para llegar al capitolio de Georgia, donde fue expuesto por un día y medio. Su funeral de Estado se celebró en la catedral nacional de Washington.
La administración Biden había anunciado planes para celebrar el funeral de Estado oficial y un día de luto por él, el 9 de enero de 2025.